# Pandemia di COVID-19 in Egitto
Il primo caso della pandemia di COVID-19 in Egitto è stato confermato il 14 febbraio 2020.

## Antefatti
Il 12 gennaio 2020, l'Organizzazione mondiale della sanità (OMS) ha confermato che un nuovo coronavirus era la causa di una nuova infezione polmonare che aveva colpito diversi abitanti della città di Wuhan, nella provincia cinese dell'Hubei, il cui caso era stato portato all'attenzione dell'OMS il 31 dicembre 2019.
Sebbene nel tempo il tasso di mortalità del COVID-19 si sia rivelato decisamente più basso di quello dell'epidemia di SARS che aveva imperversato nel 2003, la trasmissione del virus SARS-CoV-2, alla base del COVID-19, è risultata essere molto più ampia di quella del precedente virus del 2003, ed ha portato a un numero totale di morti molto più elevato.
Il 5 maggio 2023, l'Organizzazione mondiale della sanità dichiara ufficialmente la fine della pandemia.

## Cronologia

### Gennaio
Tutti i voli dalla Cina verso l'Egitto sono stati banditi dal 26 gennaio. Il 14 febbraio il ministero della salute dell'Egitto ha annunciato il primo caso nel paese nell'aeroporto internazionale del Cairo, si trattava un cittadino cinese. Le autorità egiziane avevano notificato l'Organizzazione mondiale della sanità (OMS) e il paziente era stato messo in isolamento in quarantena in ospedale. Successivamente sono state adottate misure preventive per monitorare coloro che sono entrati in contatto con la persona, che però sono risultati tutti negativi.

### Febbraio
Alla fine di febbraio e all'inizio di marzo, sono stati segnalati diversi casi di coronavirus associati a viaggi in Egitto; inclusi due casi negli Stati Uniti, due casi in Tunisia (oltre a diversi potenziali casi come due casi iniziali che facevano parte di un gruppo di 1.000 sostenitori del calcio che hanno affrontato la quarantena che hanno visitato l'Egitto da Tunisi dal 27 febbraio al 1º marzo) due casi in Francia, un caso in Canada, e un caso a Taiwan.
Il 28 febbraio, il gabinetto egiziano ha ufficialmente smentito le voci sulla copertura dei casi di SARS-CoV-2. Il 1 ° marzo, il Qatar ha vietato tutti gli arrivi dall'Egitto, ad eccezione dei cittadini del Qatar, come misura di sicurezza per prevenire la diffusione del virus. Lo stesso giorno, l'Egitto ha annunciato il rilevamento di un secondo caso di SARS-CoV-2. Il 2 marzo, il Kuwait ha annunciato che avrebbe testato tutti gli arrivi dall'Egitto e dalla Siria per SARS-CoV-2. È stato stimato da Egypt Watch che l'Egitto aveva 20 casi confermati di laboratorio di SARS-CoV-2, che è stato riportato da Middle East Monitor il 2 marzo. Le persone con casi confermati sono state dichiarate detenute in ospedali militari, inaccessibili al Ministero della Salute egiziano e statistiche sanitarie ufficiali riportate all'OMS. Casi confermati presumibilmente assenti dalle statistiche ufficiali includevano una famiglia all'ospedale militare di Tanta e quattro persone all'ospedale Qasr El Eyni.

### Marzo

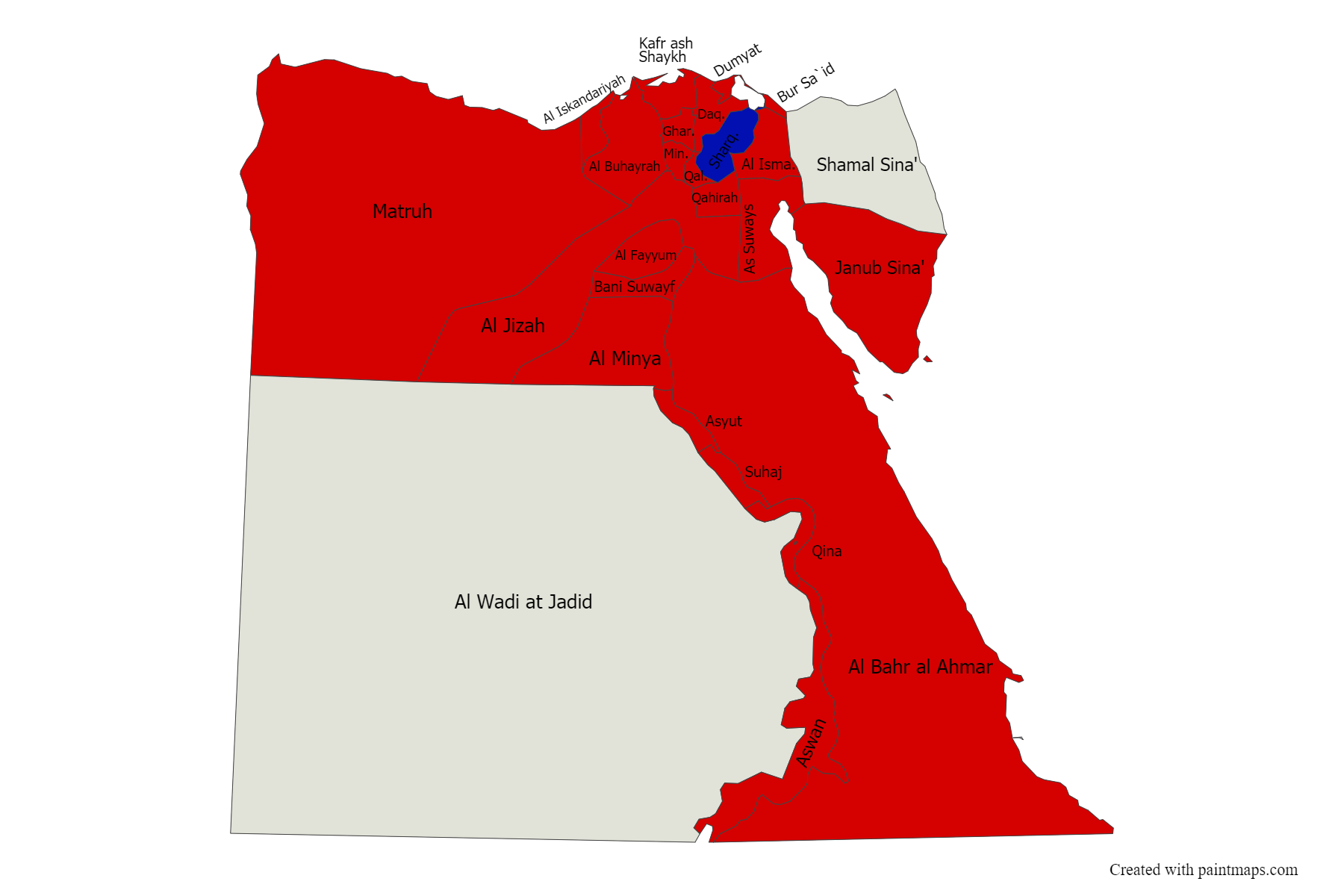
La mappa dei contagi il 25 marzo 2020: in rosso i governatorati con dei casi confermati, in blu quelli con dei casi sospetti.

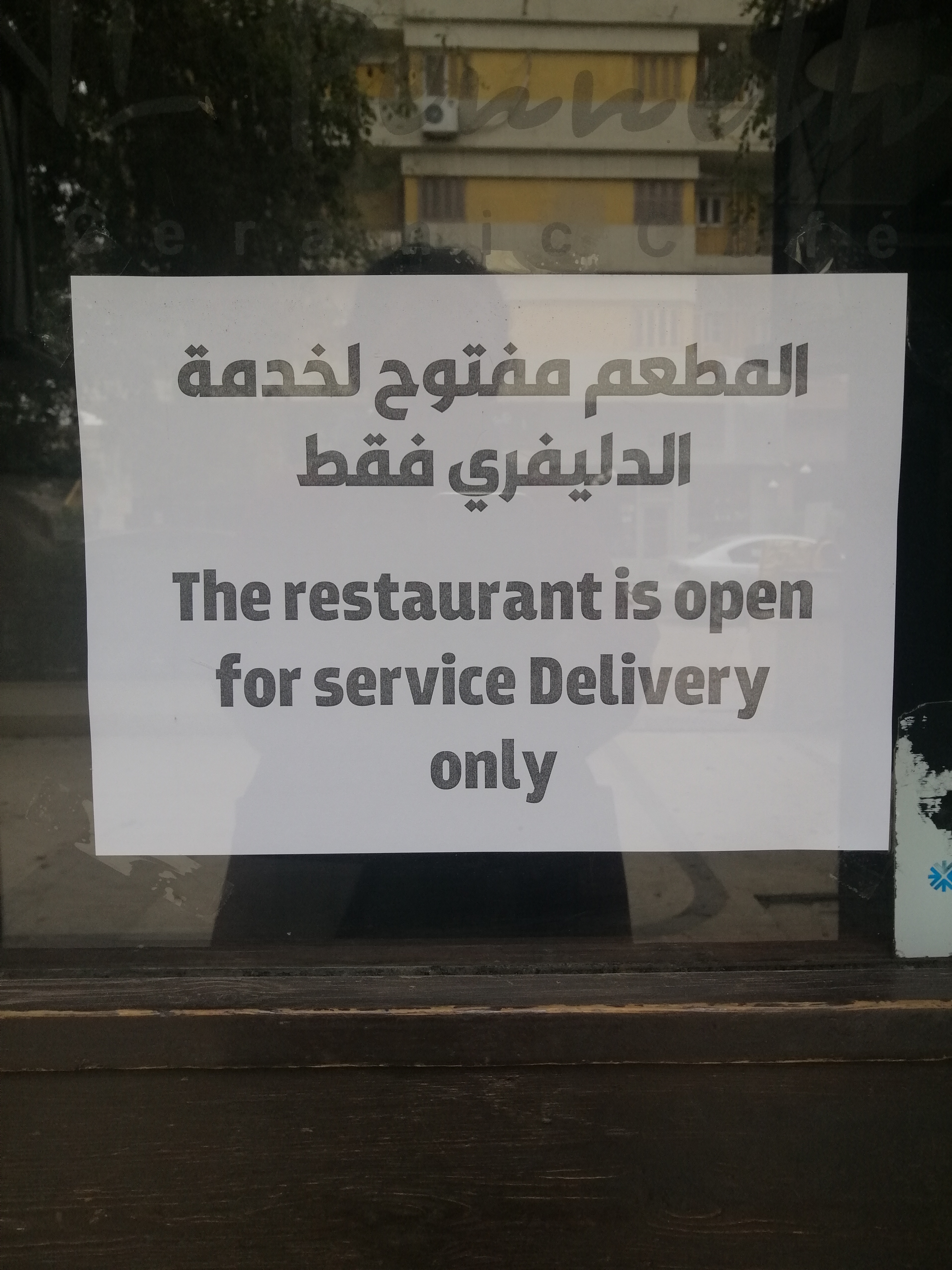
Un avviso all'entrata di un ristorante del Cairo che recita: "Il ristorante è aperto solo per le consegne a domicilio." È il 25 marzo.

L'8 marzo un cittadino tedesco di 60 anni è morto a Hurghada; si è trattato del primo decesso tedesco causato dal virus.
Il 9 marzo l'Organizzazione mondiale della sanità ha dichiarato che ci sono stati 56 casi confermati in Egitto. Lo stesso giorno, il ministro del turismo egiziano ha dichiarato di aver scoperto altri 3 casi, si trattava di persone che lavoravano in un hotel.
Il 12 marzo il Ministero della salute ha annunciato la seconda morte a causa del virus e che il numero totale di casi era salito a 80.
Il 13 marzo il Ministero della salute ha annunciato 13 nuovi casi sono risultati positivi, portando il totale dei casi a 93. Lo stesso giorno, un secondo tunisino di ritorno dall'Egitto è risultato positivo al virus e la Tunisia ha ufficialmente aggiunto l'Egitto a un elenco di aree di focolaio chiudendo i suoi confini e imponendo una quarantena a chiunque provenga dal paese.
Il ministro dell'aviazione ha deciso di chiudere gli aeroporti e sospendere tutti i viaggi aerei. Questa decisione entrò in vigore il 19 marzo.
Il 18 marzo la polizia ha arrestato quattro attivisti dopo aver protestato di fronte al quartier generale del gabinetto chiedendo il rilascio di prigionieri politici per proteggerli dalla diffusione del coronavirus.
Il 19 marzo: il Ministero della Salute in Egitto ha annunciato una nuova morte e 46 nuovi casi di coronavirus, portando il numero totale di infetti a 256 casi, inclusi 7 decessi e 28 guariti. Il governo egiziano ha inoltre deciso di chiudere tutti i ristoranti, i caffè, i locali notturni e i luoghi pubblici in tutto il paese dalle sette di sera alle sei di mattina, a partire da giovedì 19 marzo fino al 31 marzo 2020.  La decisione ha escluso negozi alimentari, farmacie e servizi di consegna a domicilio. La decisione di sospendere i voli in Egitto è entrata in vigore dal 19 marzo fino al 31 marzo.
20 marzo: il Ministero della salute egiziano ha annunciato la morte di un cittadino egiziano di 60 anni che era tornato dall'Italia e 29 nuovi casi hanno dimostrato analisi di laboratorio positive sul virus tra cui un caso di uno straniero e 28 egiziani, alcuni dei quali sono di ritorno dall'estero, mentre altri che sono entrati in contatto con casi positivi, che sono stati scoperti e annunciati in precedenza, portando il totale a 285 casi, di cui 39 guariti e dimessi dall'ospedale di isolamento, e 8 morti.
Il 21 marzo è stata presa la decisione di sospendere le preghiere in tutte le moschee egiziane per un periodo di due settimane al fine di limitare lo scoppio del virus sulla base della necessità dell'interesse legittimo e nazionale. La Chiesa copta ortodossa ha anche annunciato la chiusura di tutte le chiese e la sospensione dei servizi rituali, delle masse e delle attività per preservare la salute degli egiziani dal pericolo della diffusione del coronavirus.
Il 22 marzo il Ministero della sanità e della popolazione ha annunciato 74 nuovi casi e che i casi sono registrati in 24 dei 27 governatorati egiziani.
Inoltre, è stato annunciato che sono stati rilevati 33 nuovi casi, tutti egiziani in contatto con casi precedentemente scoperti e annunciati, 4 di questi casi sono deceduti: un cittadino di 51 anni, un cittadino di 80 anni, un 73enne cittadino anziano e cittadino di 56 anni.  Il numero totale registrato in Egitto comprende 327 casi, di cui 56 guariti e che hanno lasciato l'ospedale di isolamento, e 14 morti.

### Aprile

La mappa dei contagi il 26 aprile 2020.

Agli inizi di aprile l'Egitto era il secondo paese africano per numero di contagi e decessi dopo il Sudafrica. Il 4 aprile i casi hanno superato quota 1000 e i decessi superarono quota 70. Alla fine del mese il numero dei contagi dall'inizio della pandemia ammontava a 5537 casi. Il numero dei morti salì a quota 392 e quello dei guariti salì a 1381 per un totale di 3764 guarigioni.

### Maggio

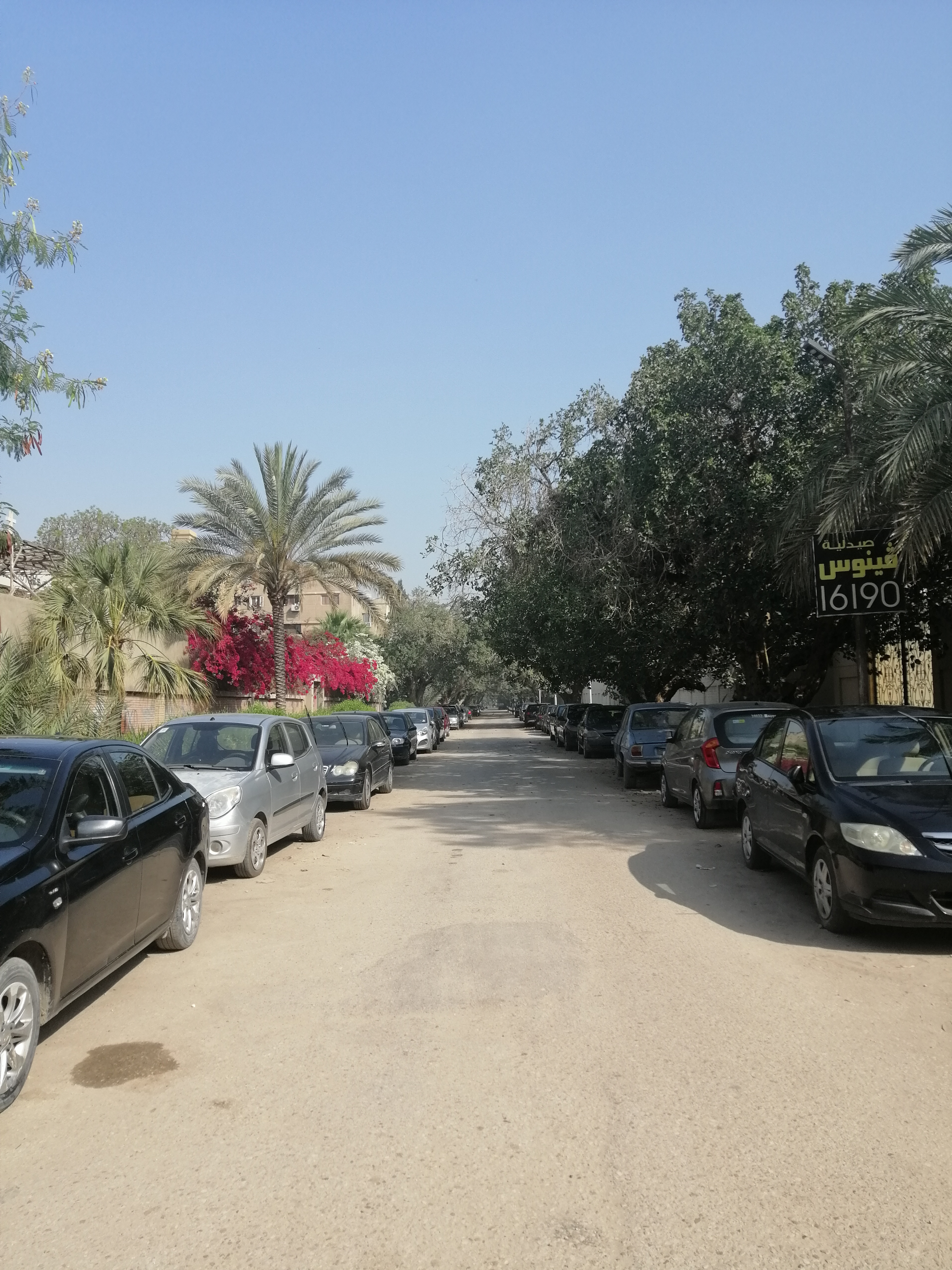
Una strada vuota del Cairo, nel quartiere Maadi, il primo maggio 2020.

Il 13 maggio il Ministero della salute e della popolazione egiziano ha riportato 347 nuovi casi di COVID-19, portando il totale dei casi di coronavirus registrati in Egitto dall'inizio dell'epidemia a 10.093. Ciò segna un aumento di quasi 3.000 casi dalla settimana precedente. Con la revoca delle misure di confinamento il governo egiziano si preparò a iniziare la stagione turistica, in quanto il turismo vale il 12% del prodotto interno lordo dello stato: gli alberghi avrebbero riaperto con il 25% della capacità ricettiva, la quale sarebbe diventata del 50% nel mese successivo. Ogni albergo avrebbe ricevuto un certificato sulla salute e la sicurezza con una validità di un anno.
Alla fine del mese vennero registrati 19.448 nuovi casi, per un totale di 24.985 e 959 decessi. Il numero dei pazienti guariti aumentò fino a 6037, lasciando 17.989 casi attivi alla fine del mese.

### Giugno
Nel mese di giugno vennero registrati 43.326 nuovi casi, per un totale di 68.311 contagi e 2953 decessi. Il numero dei pazienti guariti aumentò fino a 18.460, lasciando 46.898 casi attivi alla fine del mese.

### Luglio
Nel mese di luglio vennero registrati 25.767 nuovi casi, per un totale di 94.078 contagi e 4805 decessi. Il numero dei pazienti guariti aumentò fino a 39.638, lasciando a 49.635 casi attivi alla fine del mese (il 6% in più rispetto alla fine di giugno).

### Agosto
Nel mese di agosto vennero registrati 4861 nuovi casi, per un totale di 98.939 contagi e 5421 decessi. Il numero dei casi attivi alla fine del mese arrivò a 20.589.

### Settembre
Nel mese di settembre vennero registrati 4140 nuovi casi, per un totale di 103.079 contagi e 5914 decessi.

### Ottobre
Nel mese di ottobre vennero registrati 4476 nuovi casi, per un totale di 107.555 contagi e 6266 decessi. Il numero di casi attivi alla fine del mese arrivò a 1837.

### Novembre
Nel mese di novembre vennero registrati 8356 nuovi casi, per un totale di 115.911 contagi e 6650 decessi. Il numero dei pazienti guariti salì a 102.718, lasciando 6543 casi attivi alla fine del mese.

### Dicembre

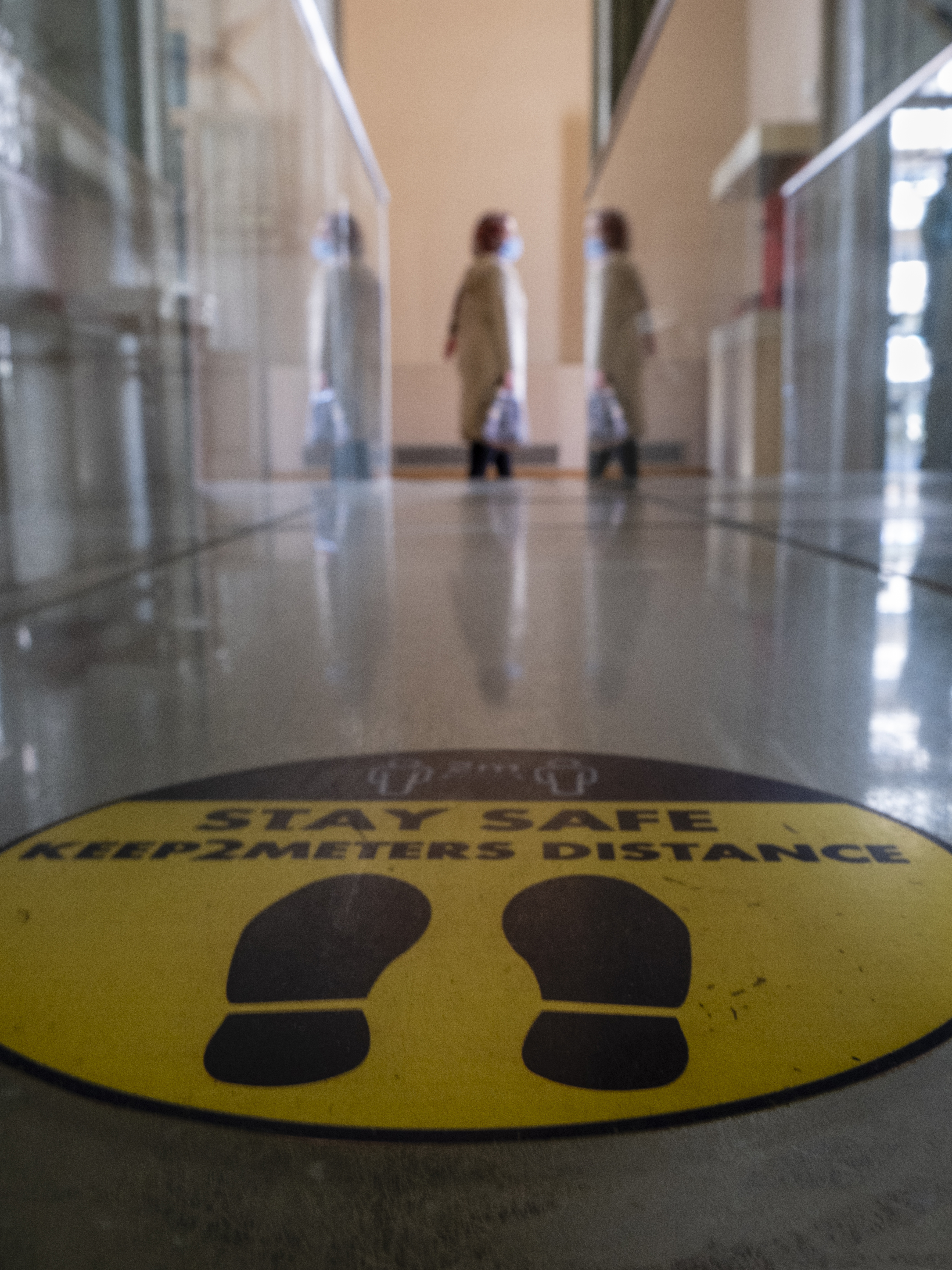
Un adesivo calpestabile con la scritta "Mantieni la distanza di due metri", il 2 dicembre.

Il 10 dicembre l’Egitto ricevette 50.000 dosi del vaccino BBIBP-CorV, sviluppato da Sinopharm, da parte degli Emirati Arabi Uniti.
Vennero registrati 22,151 nuovi casi nel mese di dicembre, per un totale di 138.062 contagi e 7631 decessi. Il numero dei pazienti guariti salì a 112.105, lasciando 18,326 casi attivi alla fine del mese.

### Gennaio 2021
Il governo egiziano iniziò a vaccinare gli operatori sanitari del governatorato di Ismailia con il vaccino di Sinopharm, dato che fino al 24 gennaio 300 dottori erano morti di COVID-19. A seguire vennero vaccinati i malati di malattie croniche e gli anziani. L’Egitto ha firmato degli accordi con delle agenzie cinesi, russe ed inglesi per ottenere 100 milioni di dosi del vaccino, sufficienti per metà della popolazione del paese, dato che la maggior parte dei vaccini richiede due dosi per l’immunità. Il 31 gennaio 50.000 dosi del vaccino Vaxzevria, sviluppato da AstraZeneca, giunsero in Egitto.
Vennero registrati 27.889 nuovi casi nel mese di gennaio, per un totale di 165.951 contagi e 9316 morti. Il numero dei pazienti guariti salì a 129.636, lasciando 26,999 casi attivi alla fine del mese.

### Febbraio 2021
Il 23 febbraio l’Egitto ricevette altre 300,000 dosi del vaccino BBIBP-CorV da parte della Cina.
Vennero registrati 16.473 nuovi casi nel mese di febbraio, per un totale di 182.424 contagi e 10,688 decessi. Il numero dei pazienti guariti salì a 140.892, per un totale di 30.844 casi attivi alla fine del mese.

### Marzo 2021

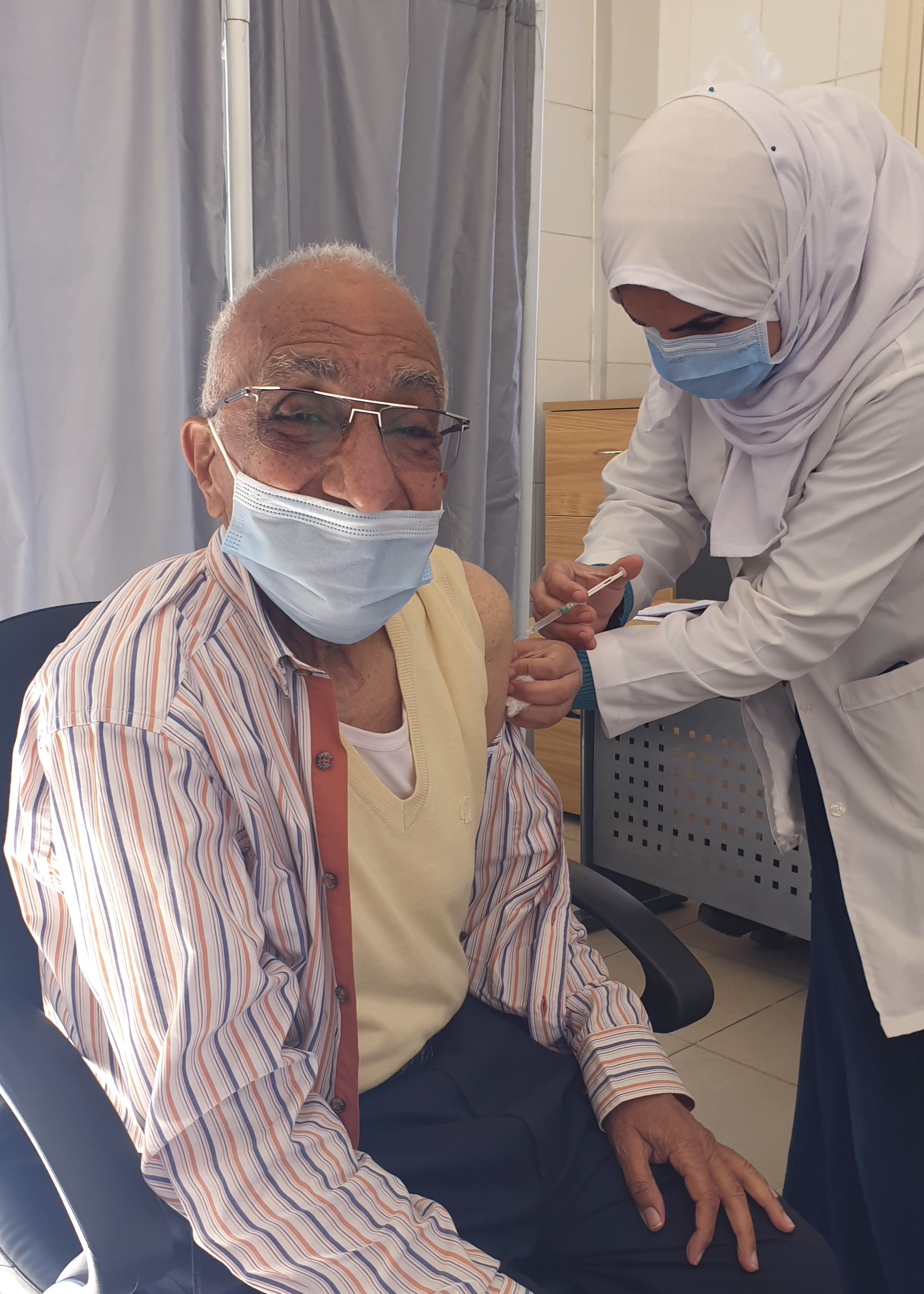
Un paziente che si fa vaccinare, il 7 marzo 2021.

Durante questo mese l’Egitto ricevette altre 300.000 dosi del vaccino BBIBP-CorV.
Il 28 marzo 2021, il governo annunciò che avrebbe vaccinato 250.000 persone, incluso il personale sanitario, in una settimana. Il 31 marzo l’Egitto ricevette 854.000 dosi di vaccini contro la COVID-19 ed autorizzò le preghiere nelle moschee durante il Ramadan.
Alla fine del mese il numero dei contagiati era salito a 200.739 e quello dei morti a 11.914. Il numero dei pazienti guariti salì a 153.630, lasciando 35.195 casi attivi alla fine del mese.

### Aprile 2021
Nel mese di aprile in Egitto iniziò la terza ondata e, anche se era non al suo apice, il numero giornaliero dei casi era in aumento. Lo stato di emergenza venne prorogato.
Il settore del turismo egiziano era stato colpito duramente dalla diffusione della COVID-19 nel paese. Le entrate del turismo nel paese erano crollate del 70% nel 2020, mentre il numero di turisti stranieri era sceso da 13,1 milioni nel 2019 a 3,5 milioni nel 2020. Le entrate turistiche perse ammontavano a 6-7 miliardi di dollari, ed ora l’Egitto mirava a riconquistarle.
Vennero registrati 27.845 nuovi casi nel mese di aprile, per un totale di 228.584 contagi e 13.402 decessi. Il numero dei pazienti guariti salì a 171.542, lasciando 43.640 casi attivi alla fine del mese.

### Maggio 2021
Il 13 maggio l’Egitto ricevette più di 1,7 milioni di dosi del vaccino Vaxzevria, sviluppato da AstraZeneca, e 500.000 dosi del vaccino di Sinopharm dalla Cina.
Vennero registrati 34.066 nuovi casi nel mese di maggio, per un totale di 262.650 contagi e 15.096 decessi. Il numero dei pazienti guariti salì a 192.112, lasciando 55.442 casi attivi alla fine del mese.

### Giugno 2021
Vennero registrati 18.632 nuovi casi nel mese di giugno, per un totale di 281.282 contagi e 16.169 decessi. Il numero dei pazienti guariti salì a 211.384, lasciando 53.729 casi attivi alla fine del mese.

### Luglio 2021
Il 13 luglio 2021 venne registrato il numero dei decessi giornalieri più basso dall'inizio della pandemia (7 morti in 24 ore).
Vennero registrati 2980 nuovi casi nel mese di luglio, per un totale di 284.262 contagi e 16.524 decessi. Il numero dei pazienti guariti salì a 230.368, lasciando 37.370 casi attivi alla fine del mese.

### Agosto 2021
Il 6 agosto, il governo della Romania annunciò che avrebbe iniziato a consegnare 1,3 milioni di vaccini gratuiti a quattro nazioni per aiutarle a fronteggiare la pandemia. All'Egitto vennero donate 525.000 dosi di vaccino.
Vennero registrati 4179 nuovi casi nel mese di agosto, per un totale di 288.441 contagi e 16.736 decessi. Il numero dei pazienti guariti salì a 239.343, lasciando 32.362 casi attivi alla fine del mese.

### Settembre 2021
Vennero registrati 16.083 nuovi casi nel mese di settembre, per un totale di 304.524 contagi e 17.331 decessi. Il numero dei pazienti guariti salì a 256.886, lasciando 30.307 casi attivi alla fine del mese.

### Ottobre 2021
Vennero registrati 26.493 nuovi casi nel mese di ottobre, per un totale di 331.017 contagi e 18.651 decessi. Il numero dei pazienti guariti salì a 278.267, lasciando 34.099 casi attivi alla fine del mese.

## Cronistoria

### Casi tracciati di ritorno di viaggi dall'Egitto
Oltre ai casi confermati in Egitto, ci sono stati un certo numero di casi documentati che sono stati rilevati in altri paesi e tracciati per viaggi dall'Egitto. La stima di tali casi era di almeno 97 casi alla fine di febbraio 2020, secondo i dati sulla sanità pubblica e le notizie.
| Paese          | Numero di casi |
| -------------- | -------------- |
| Stati Uniti    | 52             |
| Canada         | 11             |
| Francia        | 11             |
| Hong Kong      | 9              |
| Giappone       | 2              |
| Tunisia        | 2              |
| Taiwan         | 1              |
| Arabia Saudita | 1              |
| Totali         | 89             |

### Risposta del governo
In Egitto al 7 maggio 2020 sono stati effettuati 90 000 test.
Alcuni critici del governo sono stati arrestati per presunta diffusione di informazioni false sulla pandemia di coronavirus.
Gli specialisti in malattie infettive dell'Università di Toronto, che hanno studiato la disparità tra i tassi ufficiali e presunti di infezione,  basandosi in parte su molteplici casi confermati di COVID-19 in altri paesi legati al viaggio in Egitto, hanno stimato che il numero di casi COVID-19 in Egitto si aggiri intorno tra i 6.270 e i 45.070 al 15 marzo 2020, uno studio che è stato riportato da vari media stranieri, tra cui il quotidiano britannico The Guardian e il quotidiano americano The New York Times. Le cifre previste erano molto più alte del conteggio ufficiale al momento. Il Ministero della salute egiziano ha respinto questa stima come "completamente falsa", e il ministero ha anche affermato di riferire casi confermati nel paese con "piena trasparenza".

## Andamento dei contagi
| Data                                                                                   | Data       |  | Numero di casi  | Numero di morti |
| -------------------------------------------------------------------------------------- | ---------- |  | --------------- | --------------- |
| 14-02-2020                                                                             | 14-02-2020 |  | 1(N.D.)         |                 |
| ⋮                                                                                      | ⋮          |  | 1(=)            |                 |
| 01-03-2020                                                                             | 01-03-2020 |  | 2(+100%)        |                 |
| 02-03-2020                                                                             | 02-03-2020 |  | 20(+900%)       |                 |
| ⋮                                                                                      | ⋮          |  | 1(=)            |                 |
| 08-03-2020                                                                             | 08-03-2020 |  | 20(=)           | 1(N.D.)         |
| 09-03-2020                                                                             | 09-03-2020 |  | 59(+195%)       | 1(=)            |
| ⋮                                                                                      | ⋮          |  | 1(=)            | 1(=)            |
| 12-03-2020                                                                             | 12-03-2020 |  | 80(+36%)        | 2(+100%)        |
| 13-03-2020                                                                             | 13-03-2020 |  | 94(+18%)        | 2(=)            |
| ⋮                                                                                      | ⋮          |  | 1(=)            | 2(=)            |
| 19-03-2020                                                                             | 19-03-2020 |  | 256(+172%)      | 7(+250%)        |
| 20-03-2020                                                                             | 20-03-2020 |  | 285(+11%)       | 8(+14%)         |
| 21-03-2020                                                                             | 21-03-2020 |  | 294(+3,2%)      | 10(+25%)        |
| 22-03-2020                                                                             | 22-03-2020 |  | 327(+11%)       | 14(+40%)        |
| 23-03-2020                                                                             | 23-03-2020 |  | 366(+12%)       | 19(+36%)        |
| 24-03-2020                                                                             | 24-03-2020 |  | 402(+9,8%)      | 20(+5,3%)       |
| 25-03-2020                                                                             | 25-03-2020 |  | 456(+13%)       | 21(+5%)         |
| 26-03-2020                                                                             | 26-03-2020 |  | 495(+8,6%)      | 24(+14%)        |
| 27-03-2020                                                                             | 27-03-2020 |  | 536(+8,3%)      | 30(+25%)        |
| 28-03-2020                                                                             | 28-03-2020 |  | 576(+7,5%)      | 36(+20%)        |
| 29-03-2020                                                                             | 29-03-2020 |  | 609(+5,7%)      | 40(+11%)        |
| 30-03-2020                                                                             | 30-03-2020 |  | 656(+7,7%)      | 41(+2,5%)       |
| 31-03-2020                                                                             | 31-03-2020 |  | 710(+8,2%)      | 46(+12%)        |
| 01-04-2020                                                                             | 01-04-2020 |  | 779(+9,7%)      | 52(+13%)        |
| 02-04-2020                                                                             | 02-04-2020 |  | 865(+11%)       | 58(+12%)        |
| 03-04-2020                                                                             | 03-04-2020 |  | 985(+14%)       | 66(+14%)        |
| 04-04-2020                                                                             | 04-04-2020 |  | 1 070(+8,6%)    | 71(+7,6%)       |
| 05-04-2020                                                                             | 05-04-2020 |  | 1 173(+9,6%)    | 78(+9,9%)       |
| 06-04-2020                                                                             | 06-04-2020 |  | 1 322(+13%)     | 85(+9%)         |
| 07-04-2020                                                                             | 07-04-2020 |  | 1 450(+9,7%)    | 94(+11%)        |
| 08-04-2020                                                                             | 08-04-2020 |  | 1 560(+7,6%)    | 103(+9,6%)      |
| 09-04-2020                                                                             | 09-04-2020 |  | 1 699(+8,9%)    | 118(+15%)       |
| 10-04-2020                                                                             | 10-04-2020 |  | 1 794(+5,6%)    | 135(+14%)       |
| 11-04-2020                                                                             | 11-04-2020 |  | 1 939(+8,1%)    | 146(+8,1%)      |
| 12-04-2020                                                                             | 12-04-2020 |  | 2 065(+6,5%)    | 159(+8,9%)      |
| 13-04-2020                                                                             | 13-04-2020 |  | 2 190(+6,1%)    | 164(+3,1%)      |
| 14-04-2020                                                                             | 14-04-2020 |  | 2 350(+7,3%)    | 178(+8,5%)      |
| 15-04-2020                                                                             | 15-04-2020 |  | 2 505(+6,6%)    | 183(+2,8%)      |
| 16-04-2020                                                                             | 16-04-2020 |  | 2 673(+6,7%)    | 196(+7,1%)      |
| 17-04-2020                                                                             | 17-04-2020 |  | 2 844(+6,4%)    | 205(+4,6%)      |
| 18-04-2020                                                                             | 18-04-2020 |  | 3 032(+6,6%)    | 224(+9,3%)      |
| 19-04-2020                                                                             | 19-04-2020 |  | 3 144(+3,7%)    | 239(+6,7%)      |
| 20-04-2020                                                                             | 20-04-2020 |  | 3 333(+6%)      | 250(+4,6%)      |
| 21-04-2020                                                                             | 21-04-2020 |  | 3 490(+4,7%)    | 264(+5,6%)      |
| 22-04-2020                                                                             | 22-04-2020 |  | 3 659(+4,8%)    | 276(+4,5%)      |
| 23-04-2020                                                                             | 23-04-2020 |  | 3 891(+6,3%)    | 287(+4%)        |
| 24-04-2020                                                                             | 24-04-2020 |  | 4 092(+5,2%)    | 294(+2,4%)      |
| 25-04-2020                                                                             | 25-04-2020 |  | 4 319(+5,5%)    | 307(+4,4%)      |
| 26-04-2020                                                                             | 26-04-2020 |  | 4 534(+5%)      | 317(+3,3%)      |
| 27-04-2020                                                                             | 27-04-2020 |  | 4 752(+4,8%)    | 337(+6,3%)      |
| 28-04-2020                                                                             | 28-04-2020 |  | 5 042(+6,1%)    | 359(+6,5%)      |
| 29-04-2020                                                                             | 29-04-2020 |  | 5 268(+4,5%)    | 380(+5,8%)      |
| 30-04-2020                                                                             | 30-04-2020 |  | 5 537(+5,1%)    | 392(+3,2%)      |
| 01-05-2020                                                                             | 01-05-2020 |  | 5 895(+6,5%)    | 406(+3,6%)      |
| 02-05-2020                                                                             | 02-05-2020 |  | 6 193(+5,1%)    | 415(+2,2%)      |
| 03-05-2020                                                                             | 03-05-2020 |  | 6 465(+4,4%)    | 429(+3,4%)      |
| 04-05-2020                                                                             | 04-05-2020 |  | 6 813(+5,4%)    | 436(+1,6%)      |
| 05-05-2020                                                                             | 05-05-2020 |  | 7 201(+5,7%)    | 452(+3,7%)      |
| 06-05-2020                                                                             | 06-05-2020 |  | 7 588(+5,4%)    | 469(+3,8%)      |
| 07-05-2020                                                                             | 07-05-2020 |  | 7 981(+5,2%)    | 482(+2,8%)      |
| 08-05-2020                                                                             | 08-05-2020 |  | 8 476(+6,2%)    | 503(+4,4%)      |
| 09-05-2020                                                                             | 09-05-2020 |  | 8 964(+5,8%)    | 514(+2,2%)      |
| 10-05-2020                                                                             | 10-05-2020 |  | 9 400(+4,9%)    | 525(+2,1%)      |
| 11-05-2020                                                                             | 11-05-2020 |  | 9 746(+3,7%)    | 533(+1,5%)      |
| 12-05-2020                                                                             | 12-05-2020 |  | 10 093(+3,6%)   | 544(+2,1%)      |
| 13-05-2020                                                                             | 13-05-2020 |  | 10 431(+3,3%)   | 556(+2,2%)      |
| 14-05-2020                                                                             | 14-05-2020 |  | 10 829(+3,8%)   | 571(+2,7%)      |
| 15-05-2020                                                                             | 15-05-2020 |  | 11 228(+3,7%)   | 592(+3,7%)      |
| 16-05-2020                                                                             | 16-05-2020 |  | 11 719(+4,4%)   | 612(+3,4%)      |
| 17-05-2020                                                                             | 17-05-2020 |  | 12 229(+4,4%)   | 630(+2,9%)      |
| 18-05-2020                                                                             | 18-05-2020 |  | 12 764(+4,4%)   | 645(+2,4%)      |
| 19-05-2020                                                                             | 19-05-2020 |  | 13 484(+5,6%)   | 659(+2,2%)      |
| 20-05-2020                                                                             | 20-05-2020 |  | 14 229(+5,5%)   | 680(+3,2%)      |
| 21-05-2020                                                                             | 21-05-2020 |  | 15 003(+5,4%)   | 696(+2,4%)      |
| 22-05-2020                                                                             | 22-05-2020 |  | 15 786(+5,2%)   | 707(+1,6%)      |
| 23-05-2020                                                                             | 23-05-2020 |  | 16 513(+4,6%)   | 735(+4%)        |
| 24-05-2020                                                                             | 24-05-2020 |  | 17 265(+4,6%)   | 764(+3,9%)      |
| 25-05-2020                                                                             | 25-05-2020 |  | 17 967(+4,1%)   | 783(+2,5%)      |
| 26-05-2020                                                                             | 26-05-2020 |  | 18 756(+4,4%)   | 797(+1,8%)      |
| 27-05-2020                                                                             | 27-05-2020 |  | 19 666(+4,9%)   | 816(+2,4%)      |
| 28-05-2020                                                                             | 28-05-2020 |  | 20 793(+5,7%)   | 845(+3,6%)      |
| 29-05-2020                                                                             | 29-05-2020 |  | 22 082(+6,2%)   | 879(+4%)        |
| 30-05-2020                                                                             | 30-05-2020 |  | 23 449(+6,2%)   | 913(+3,9%)      |
| 31-05-2020                                                                             | 31-05-2020 |  | 24 985(+6,6%)   | 959(+5%)        |
| 01-06-2020                                                                             | 01-06-2020 |  | 26 384(+5,6%)   | 1 005(+4,8%)    |
| 02-06-2020                                                                             | 02-06-2020 |  | 27 536(+4,4%)   | 1 052(+4,7%)    |
| 03-06-2020                                                                             | 03-06-2020 |  | 28 615(+3,9%)   | 1 088(+3,4%)    |
| 04-06-2020                                                                             | 04-06-2020 |  | 29 767(+4%)     | 1 126(+3,5%)    |
| 05-06-2020                                                                             | 05-06-2020 |  | 31 115(+4,5%)   | 1 166(+3,6%)    |
| 06-06-2020                                                                             | 06-06-2020 |  | 32 612(+4,8%)   | 1 198(+2,7%)    |
| 07-06-2020                                                                             | 07-06-2020 |  | 34 079(+4,5%)   | 1 237(+3,3%)    |
| 08-06-2020                                                                             | 08-06-2020 |  | 35 444(+4%)     | 1 271(+2,7%)    |
| 09-06-2020                                                                             | 09-06-2020 |  | 36 829(+3,9%)   | 1 306(+2,8%)    |
| 10-06-2020                                                                             | 10-06-2020 |  | 38 284(+4%)     | 1 342(+2,8%)    |
| 11-06-2020                                                                             | 11-06-2020 |  | 39 726(+3,8%)   | 1 377(+2,6%)    |
| 12-06-2020                                                                             | 12-06-2020 |  | 41 303(+4%)     | 1 422(+3,3%)    |
| 13-06-2020                                                                             | 13-06-2020 |  | 42 980(+4,1%)   | 1 484(+4,4%)    |
| 14-06-2020                                                                             | 14-06-2020 |  | 44 598(+3,8%)   | 1 575(+6,1%)    |
| 15-06-2020                                                                             | 15-06-2020 |  | 46 289(+3,8%)   | 1 672(+6,2%)    |
| 16-06-2020                                                                             | 16-06-2020 |  | 47 856(+3,4%)   | 1 766(+5,6%)    |
| 17-06-2020                                                                             | 17-06-2020 |  | 49 219(+2,8%)   | 1 850(+4,8%)    |
| 18-06-2020                                                                             | 18-06-2020 |  | 50 437(+2,5%)   | 1 938(+4,8%)    |
| 19-06-2020                                                                             | 19-06-2020 |  | 52 211(+3,5%)   | 2 017(+4,1%)    |
| 20-06-2020                                                                             | 20-06-2020 |  | 53 758(+3%)     | 2 106(+4,4%)    |
| 21-06-2020                                                                             | 21-06-2020 |  | 55 233(+2,7%)   | 2 193(+4,1%)    |
| 22-06-2020                                                                             | 22-06-2020 |  | 56 809(+2,9%)   | 2 278(+3,9%)    |
| 23-06-2020                                                                             | 23-06-2020 |  | 58 141(+2,3%)   | 2 365(+3,8%)    |
| 24-06-2020                                                                             | 24-06-2020 |  | 59 561(+2,4%)   | 2 450(+3,6%)    |
| 25-06-2020                                                                             | 25-06-2020 |  | 61 130(+2,6%)   | 2 533(+3,4%)    |
| 26-06-2020                                                                             | 26-06-2020 |  | 62 755(+2,7%)   | 2 620(+3,4%)    |
| 27-06-2020                                                                             | 27-06-2020 |  | 63 923(+1,9%)   | 2 708(+3,4%)    |
| 28-06-2020                                                                             | 28-06-2020 |  | 65 188(+2%)     | 2 789(+3%)      |
| 29-06-2020                                                                             | 29-06-2020 |  | 66 754(+2,4%)   | 2 872(+3%)      |
| 30-06-2020                                                                             | 30-06-2020 |  | 68 311(+2,3%)   | 2 953(+2,8%)    |
| 01-07-2020                                                                             | 01-07-2020 |  | 69 814(+2,2%)   | 3 034(+2,7%)    |
| 02-07-2020                                                                             | 02-07-2020 |  | 71 299(+2,1%)   | 3 120(+2,8%)    |
| 03-07-2020                                                                             | 03-07-2020 |  | 72 711(+2%)     | 3 201(+2,6%)    |
| 04-07-2020                                                                             | 04-07-2020 |  | 74 035(+1,8%)   | 3 280(+2,5%)    |
| 05-07-2020                                                                             | 05-07-2020 |  | 75 253(+1,6%)   | 3 343(+1,9%)    |
| 06-07-2020                                                                             | 06-07-2020 |  | 76 222(+1,3%)   | 3 422(+2,4%)    |
| 07-07-2020                                                                             | 07-07-2020 |  | 77 279(+1,4%)   | 3 489(+2%)      |
| 08-07-2020                                                                             | 08-07-2020 |  | 78 304(+1,3%)   | 3 564(+2,1%)    |
| 09-07-2020                                                                             | 09-07-2020 |  | 79 254(+1,2%)   | 3 617(+1,5%)    |
| 10-07-2020                                                                             | 10-07-2020 |  | 80 235(+1,2%)   | 3 702(+2,4%)    |
| 11-07-2020                                                                             | 11-07-2020 |  | 81 158(+1,2%)   | 3 769(+1,8%)    |
| 12-07-2020                                                                             | 12-07-2020 |  | 82 070(+1,1%)   | 3 858(+2,4%)    |
| 13-07-2020                                                                             | 13-07-2020 |  | 83 001(+1,1%)   | 3 935(+2%)      |
| 14-07-2020                                                                             | 14-07-2020 |  | 83 930(+1,1%)   | 4 008(+1,9%)    |
| 15-07-2020                                                                             | 15-07-2020 |  | 84 843(+1,1%)   | 4 067(+1,5%)    |
| 16-07-2020                                                                             | 16-07-2020 |  | 85 771(+1,1%)   | 4 120(+1,3%)    |
| 17-07-2020                                                                             | 17-07-2020 |  | 86 474(+0,82%)  | 4 188(+1,7%)    |
| 18-07-2020                                                                             | 18-07-2020 |  | 87 172(+0,81%)  | 4 251(+1,5%)    |
| 19-07-2020                                                                             | 19-07-2020 |  | 87 775(+0,69%)  | 4 302(+1,2%)    |
| 20-07-2020                                                                             | 20-07-2020 |  | 88 402(+0,71%)  | 4 352(+1,2%)    |
| 21-07-2020                                                                             | 21-07-2020 |  | 89 078(+0,76%)  | 4 399(+1,1%)    |
| 22-07-2020                                                                             | 22-07-2020 |  | 89 745(+0,75%)  | 4 440(+0,93%)   |
| 23-07-2020                                                                             | 23-07-2020 |  | 90 413(+0,74%)  | 4 480(+0,9%)    |
| 24-07-2020                                                                             | 24-07-2020 |  | 91 072(+0,73%)  | 4 518(+0,85%)   |
| 25-07-2020                                                                             | 25-07-2020 |  | 91 583(+0,56%)  | 4 558(+0,89%)   |
| 26-07-2020                                                                             | 26-07-2020 |  | 92 062(+0,52%)  | 4 606(+1,1%)    |
| 27-07-2020                                                                             | 27-07-2020 |  | 92 482(+0,46%)  | 4 652(+1%)      |
| 28-07-2020                                                                             | 28-07-2020 |  | 92 947(+0,5%)   | 4 691(+0,84%)   |
| 29-07-2020                                                                             | 29-07-2020 |  | 93 356(+0,44%)  | 4 728(+0,79%)   |
| 30-07-2020                                                                             | 30-07-2020 |  | 93 757(+0,43%)  | 4 774(+0,97%)   |
| 31-07-2020                                                                             | 31-07-2020 |  | 94 078(+0,34%)  | 4 805(+0,65%)   |
| 01-08-2020                                                                             | 01-08-2020 |  | 94 316(+0,25%)  | 4 834(+0,6%)    |
| 02-08-2020                                                                             | 02-08-2020 |  | 94 483(+0,18%)  | 4 865(+0,64%)   |
| 03-08-2020                                                                             | 03-08-2020 |  | 94 640(+0,17%)  | 4 888(+0,47%)   |
| 04-08-2020                                                                             | 04-08-2020 |  | 94 752(+0,12%)  | 4 912(+0,49%)   |
| 05-08-2020                                                                             | 05-08-2020 |  | 94 875(+0,13%)  | 4 930(+0,37%)   |
| 06-08-2020                                                                             | 06-08-2020 |  | 95 006(+0,14%)  | 4 951(+0,43%)   |
| 07-08-2020                                                                             | 07-08-2020 |  | 95 147(+0,15%)  | 4 971(+0,4%)    |
| 08-08-2020                                                                             | 08-08-2020 |  | 95 314(+0,18%)  | 4 992(+0,42%)   |
| 09-08-2020                                                                             | 09-08-2020 |  | 95 492(+0,19%)  | 5 009(+0,34%)   |
| 10-08-2020                                                                             | 10-08-2020 |  | 95 666(+0,18%)  | 5 035(+0,52%)   |
| 11-08-2020                                                                             | 11-08-2020 |  | 95 834(+0,18%)  | 5 059(+0,48%)   |
| 12-08-2020                                                                             | 12-08-2020 |  | 95 963(+0,13%)  | 5 085(+0,51%)   |
| 13-08-2020                                                                             | 13-08-2020 |  | 96 108(+0,15%)  | 5 107(+0,43%)   |
| 14-08-2020                                                                             | 14-08-2020 |  | 96 220(+0,12%)  | 5 124(+0,33%)   |
| 15-08-2020                                                                             | 15-08-2020 |  | 96 336(+0,12%)  | 5 141(+0,33%)   |
| 16-08-2020                                                                             | 16-08-2020 |  | 96 475(+0,14%)  | 5 160(+0,37%)   |
| 17-08-2020                                                                             | 17-08-2020 |  | 96 590(+0,12%)  | 5 173(+0,25%)   |
| 18-08-2020                                                                             | 18-08-2020 |  | 96 753(+0,17%)  | 5 184(+0,21%)   |
| 19-08-2020                                                                             | 19-08-2020 |  | 96 914(+0,17%)  | 5 197(+0,25%)   |
| 20-08-2020                                                                             | 20-08-2020 |  | 97 025(+0,11%)  | 5 212(+0,29%)   |
| 21-08-2020                                                                             | 21-08-2020 |  | 97 148(+0,13%)  | 5 231(+0,36%)   |
| 22-08-2020                                                                             | 22-08-2020 |  | 97 237(+0,09%)  | 5 243(+0,23%)   |
| 23-08-2020                                                                             | 23-08-2020 |  | 97 340(+0,11%)  | 5 262(+0,36%)   |
| 24-08-2020                                                                             | 24-08-2020 |  | 97 478(+0,14%)  | 5 280(+0,34%)   |
| 25-08-2020                                                                             | 25-08-2020 |  | 97 619(+0,14%)  | 5 298(+0,34%)   |
| 26-08-2020                                                                             | 26-08-2020 |  | 97 825(+0,21%)  | 5 317(+0,36%)   |
| 27-08-2020                                                                             | 27-08-2020 |  | 98 062(+0,24%)  | 5 342(+0,47%)   |
| 28-08-2020                                                                             | 28-08-2020 |  | 98 285(+0,23%)  | 5 362(+0,37%)   |
| 29-08-2020                                                                             | 29-08-2020 |  | 98 497(+0,22%)  | 5 376(+0,26%)   |
| 30-08-2020                                                                             | 30-08-2020 |  | 98 727(+0,23%)  | 5 399(+0,43%)   |
| 31-08-2020                                                                             | 31-08-2020 |  | 98 939(+0,21%)  | 5 421(+0,41%)   |
| 01-09-2020                                                                             | 01-09-2020 |  | 99 115(+0,18%)  | 5 440(+0,35%)   |
| 02-09-2020                                                                             | 02-09-2020 |  | 99 280(+0,17%)  | 5 461(+0,39%)   |
| 03-09-2020                                                                             | 03-09-2020 |  | 99 425(+0,15%)  | 5 479(+0,33%)   |
| 04-09-2020                                                                             | 04-09-2020 |  | 99 582(+0,16%)  | 5 495(+0,29%)   |
| 05-09-2020                                                                             | 05-09-2020 |  | 99 712(+0,13%)  | 5 511(+0,29%)   |
| 06-09-2020                                                                             | 06-09-2020 |  | 99 863(+0,15%)  | 5 530(+0,34%)   |
| 07-09-2020                                                                             | 07-09-2020 |  | 100 041(+0,18%) | 5 541(+0,2%)    |
| 08-09-2020                                                                             | 08-09-2020 |  | 100 228(+0,19%) | 5 560(+0,34%)   |
| 09-09-2020                                                                             | 09-09-2020 |  | 100 403(+0,17%) | 5 577(+0,31%)   |
| 10-09-2020                                                                             | 10-09-2020 |  | 100 557(+0,15%) | 5 590(+0,23%)   |
| 11-09-2020                                                                             | 11-09-2020 |  | 100 708(+0,15%) | 5 607(+0,3%)    |
| 12-09-2020                                                                             | 12-09-2020 |  | 100 856(+0,15%) | 5 627(+0,36%)   |
| 13-09-2020                                                                             | 13-09-2020 |  | 101 009(+0,15%) | 5 648(+0,37%)   |
| 14-09-2020                                                                             | 14-09-2020 |  | 101 177(+0,17%) | 5 661(+0,23%)   |
| 15-09-2020                                                                             | 15-09-2020 |  | 101 340(+0,16%) | 5 679(+0,32%)   |
| 16-09-2020                                                                             | 16-09-2020 |  | 101 500(+0,16%) | 5 696(+0,3%)    |
| 17-09-2020                                                                             | 17-09-2020 |  | 101 641(+0,14%) | 5 715(+0,33%)   |
| 18-09-2020                                                                             | 18-09-2020 |  | 101 772(+0,13%) | 5 733(+0,31%)   |
| 19-09-2020                                                                             | 19-09-2020 |  | 101 900(+0,13%) | 5 750(+0,3%)    |
| 20-09-2020                                                                             | 20-09-2020 |  | 102 015(+0,11%) | 5 770(+0,35%)   |
| 21-09-2020                                                                             | 21-09-2020 |  | 102 141(+0,12%) | 5 787(+0,29%)   |
| 22-09-2020                                                                             | 22-09-2020 |  | 102 254(+0,11%) | 5 806(+0,33%)   |
| 23-09-2020                                                                             | 23-09-2020 |  | 102 375(+0,12%) | 5 822(+0,28%)   |
| 24-09-2020                                                                             | 24-09-2020 |  | 102 513(+0,13%) | 5 835(+0,22%)   |
| 25-09-2020                                                                             | 25-09-2020 |  | 102 625(+0,11%) | 5 853(+0,31%)   |
| 26-09-2020                                                                             | 26-09-2020 |  | 102 736(+0,11%) | 5 869(+0,27%)   |
| 27-09-2020                                                                             | 27-09-2020 |  | 102 840(+0,1%)  | 5 883(+0,24%)   |
| 28-09-2020                                                                             | 28-09-2020 |  | 102 955(+0,11%) | 5 901(+0,31%)   |
| 29-09-2020                                                                             | 29-09-2020 |  | 103 079(+0,12%) | 5 914(+0,22%)   |
| 30-09-2020                                                                             | 30-09-2020 |  | 103 198(+0,12%) | 5 930(+0,27%)   |
| 01-10-2020                                                                             | 01-10-2020 |  | 103 317(+0,12%) | 5 946(+0,27%)   |
| 02-10-2020                                                                             | 02-10-2020 |  | 103 466(+0,14%) | 5 956(+0,17%)   |
| 03-10-2020                                                                             | 03-10-2020 |  | 103 575(+0,11%) | 5 970(+0,24%)   |
| 04-10-2020                                                                             | 04-10-2020 |  | 103 683(+0,1%)  | 5 981(+0,18%)   |
| 05-10-2020                                                                             | 05-10-2020 |  | 103 781(+0,09%) | 5 990(+0,15%)   |
| 06-10-2020                                                                             | 06-10-2020 |  | 103 902(+0,12%) | 6 001(+0,18%)   |
| 07-10-2020                                                                             | 07-10-2020 |  | 104 035(+0,13%) | 6 010(+0,15%)   |
| 08-10-2020                                                                             | 08-10-2020 |  | 104 156(+0,12%) | 6 017(+0,12%)   |
| 09-10-2020                                                                             | 09-10-2020 |  | 104 262(+0,1%)  | 6 029(+0,2%)    |
| 10-10-2020                                                                             | 10-10-2020 |  | 104 387(+0,12%) | 6 040(+0,18%)   |
| 11-10-2020                                                                             | 11-10-2020 |  | 104 516(+0,12%) | 6 052(+0,2%)    |
| 12-10-2020                                                                             | 12-10-2020 |  | 104 648(+0,13%) | 6 062(+0,17%)   |
| 13-10-2020                                                                             | 13-10-2020 |  | 104 787(+0,13%) | 6 071(+0,15%)   |
| 14-10-2020                                                                             | 14-10-2020 |  | 104 915(+0,12%) | 6 077(+0,1%)    |
| 15-10-2020                                                                             | 15-10-2020 |  | 105 033(+0,11%) | 6 088(+0,18%)   |
| 16-10-2020                                                                             | 16-10-2020 |  | 105 159(+0,12%) | 6 099(+0,18%)   |
| 17-10-2020                                                                             | 17-10-2020 |  | 105 297(+0,13%) | 6 109(+0,16%)   |
| 18-10-2020                                                                             | 18-10-2020 |  | 105 424(+0,12%) | 6 120(+0,18%)   |
| 19-10-2020                                                                             | 19-10-2020 |  | 105 547(+0,12%) | 6 130(+0,16%)   |
| 20-10-2020                                                                             | 20-10-2020 |  | 105 705(+0,15%) | 6 142(+0,2%)    |
| 21-10-2020                                                                             | 21-10-2020 |  | 105 883(+0,17%) | 6 155(+0,21%)   |
| 22-10-2020                                                                             | 22-10-2020 |  | 106 060(+0,17%) | 6 166(+0,18%)   |
| 23-10-2020                                                                             | 23-10-2020 |  | 106 230(+0,16%) | 6 176(+0,16%)   |
| 24-10-2020                                                                             | 24-10-2020 |  | 106 397(+0,16%) | 6 187(+0,18%)   |
| 25-10-2020                                                                             | 25-10-2020 |  | 106 540(+0,13%) | 6 199(+0,19%)   |
| 26-10-2020                                                                             | 26-10-2020 |  | 106 707(+0,16%) | 6 211(+0,19%)   |
| 27-10-2020                                                                             | 27-10-2020 |  | 106 877(+0,16%) | 6 222(+0,18%)   |
| 28-10-2020                                                                             | 28-10-2020 |  | 107 030(+0,14%) | 6 234(+0,19%)   |
| 29-10-2020                                                                             | 29-10-2020 |  | 107 209(+0,17%) | 6 247(+0,21%)   |
| 30-10-2020                                                                             | 30-10-2020 |  | 107 376(+0,16%) | 6 258(+0,18%)   |
| 31-10-2020                                                                             | 31-10-2020 |  | 107 555(+0,17%) | 6 266(+0,13%)   |
| 01-11-2020                                                                             | 01-11-2020 |  | 107 736(+0,17%) | 6 278(+0,19%)   |
| 02-11-2020                                                                             | 02-11-2020 |  | 107 925(+0,18%) | 6 291(+0,21%)   |
| 03-11-2020                                                                             | 03-11-2020 |  | 108 122(+0,18%) | 6 305(+0,22%)   |
| 04-11-2020                                                                             | 04-11-2020 |  | 108 329(+0,19%) | 6 318(+0,21%)   |
| 05-11-2020                                                                             | 05-11-2020 |  | 108 530(+0,19%) | 6 329(+0,17%)   |
| 06-11-2020                                                                             | 06-11-2020 |  | 108 754(+0,21%) | 6 343(+0,22%)   |
| 07-11-2020                                                                             | 07-11-2020 |  | 108 962(+0,19%) | 6 355(+0,19%)   |
| 08-11-2020                                                                             | 08-11-2020 |  | 109 201(+0,22%) | 6 368(+0,2%)    |
| 09-11-2020                                                                             | 09-11-2020 |  | 109 422(+0,2%)  | 6 380(+0,19%)   |
| 10-11-2020                                                                             | 10-11-2020 |  | 109 654(+0,21%) | 6 394(+0,22%)   |
| 11-11-2020                                                                             | 11-11-2020 |  | 109 881(+0,21%) | 6 405(+0,17%)   |
| 12-11-2020                                                                             | 12-11-2020 |  | 110 095(+0,19%) | 6 417(+0,19%)   |
| 13-11-2020                                                                             | 13-11-2020 |  | 110 319(+0,2%)  | 6 429(+0,19%)   |
| 14-11-2020                                                                             | 14-11-2020 |  | 110 547(+0,21%) | 6 442(+0,2%)    |
| 15-11-2020                                                                             | 15-11-2020 |  | 110 767(+0,2%)  | 6 453(+0,17%)   |
| 16-11-2020                                                                             | 16-11-2020 |  | 111 009(+0,22%) | 6 465(+0,19%)   |
| 17-11-2020                                                                             | 17-11-2020 |  | 111 284(+0,25%) | 6 481(+0,25%)   |
| 18-11-2020                                                                             | 18-11-2020 |  | 111 613(+0,3%)  | 6 495(+0,22%)   |
| 19-11-2020                                                                             | 19-11-2020 |  | 111 955(+0,31%) | 6 508(+0,2%)    |
| 20-11-2020                                                                             | 20-11-2020 |  | 112 318(+0,32%) | 6 521(+0,2%)    |
| 21-11-2020                                                                             | 21-11-2020 |  | 112 676(+0,32%) | 6 535(+0,21%)   |
| 22-11-2020                                                                             | 22-11-2020 |  | 113 027(+0,31%) | 6 548(+0,2%)    |
| 23-11-2020                                                                             | 23-11-2020 |  | 113 381(+0,31%) | 6 560(+0,18%)   |
| 24-11-2020                                                                             | 24-11-2020 |  | 113 742(+0,32%) | 6 573(+0,2%)    |
| 25-11-2020                                                                             | 25-11-2020 |  | 114 107(+0,32%) | 6 585(+0,18%)   |
| 26-11-2020                                                                             | 26-11-2020 |  | 114 475(+0,32%) | 6 596(+0,17%)   |
| 27-11-2020                                                                             | 27-11-2020 |  | 114 832(+0,31%) | 6 608(+0,18%)   |
| 28-11-2020                                                                             | 28-11-2020 |  | 115 183(+0,31%) | 6 621(+0,2%)    |
| 29-11-2020                                                                             | 29-11-2020 |  | 115 541(+0,31%) | 6 636(+0,23%)   |
| 30-11-2020                                                                             | 30-11-2020 |  | 115 911(+0,32%) | 6 650(+0,21%)   |
| 01-12-2020                                                                             | 01-12-2020 |  | 116 303(+0,34%) | 6 666(+0,24%)   |
| 02-12-2020                                                                             | 02-12-2020 |  | 116 724(+0,36%) | 6 694(+0,42%)   |
| 03-12-2020                                                                             | 03-12-2020 |  | 117 156(+0,37%) | 6 713(+0,28%)   |
| 04-12-2020                                                                             | 04-12-2020 |  | 117 583(+0,36%) | 6 732(+0,28%)   |
| 05-12-2020                                                                             | 05-12-2020 |  | 118 014(+0,37%) | 6 750(+0,27%)   |
| 06-12-2020                                                                             | 06-12-2020 |  | 118 432(+0,35%) | 6 771(+0,31%)   |
| 07-12-2020                                                                             | 07-12-2020 |  | 118 847(+0,35%) | 6 790(+0,28%)   |
| 08-12-2020                                                                             | 08-12-2020 |  | 119 281(+0,37%) | 6 813(+0,34%)   |
| 09-12-2020                                                                             | 09-12-2020 |  | 119 702(+0,35%) | 6 832(+0,28%)   |
| 10-12-2020                                                                             | 10-12-2020 |  | 120 147(+0,37%) | 6 854(+0,32%)   |
| 11-12-2020                                                                             | 11-12-2020 |  | 120 611(+0,39%) | 6 877(+0,34%)   |
| 12-12-2020                                                                             | 12-12-2020 |  | 121 089(+0,4%)  | 6 898(+0,31%)   |
| 13-12-2020                                                                             | 13-12-2020 |  | 121 575(+0,4%)  | 6 920(+0,32%)   |
| 14-12-2020                                                                             | 14-12-2020 |  | 122 086(+0,42%) | 6 943(+0,33%)   |
| 15-12-2020                                                                             | 15-12-2020 |  | 122 609(+0,43%) | 6 966(+0,33%)   |
| 16-12-2020                                                                             | 16-12-2020 |  | 123 153(+0,44%) | 6 990(+0,34%)   |
| 17-12-2020                                                                             | 17-12-2020 |  | 123 701(+0,44%) | 7 015(+0,36%)   |
| 18-12-2020                                                                             | 18-12-2020 |  | 124 280(+0,47%) | 7 041(+0,37%)   |
| 19-12-2020                                                                             | 19-12-2020 |  | 124 891(+0,49%) | 7 069(+0,4%)    |
| 20-12-2020                                                                             | 20-12-2020 |  | 125 555(+0,53%) | 7 098(+0,41%)   |
| 21-12-2020                                                                             | 21-12-2020 |  | 126 273(+0,57%) | 7 130(+0,45%)   |
| 22-12-2020                                                                             | 22-12-2020 |  | 127 061(+0,62%) | 7 167(+0,52%)   |
| 23-12-2020                                                                             | 23-12-2020 |  | 127 972(+0,72%) | 7 209(+0,59%)   |
| 24-12-2020                                                                             | 24-12-2020 |  | 128 993(+0,8%)  | 7 260(+0,71%)   |
| 25-12-2020                                                                             | 25-12-2020 |  | 130 126(+0,88%) | 7 309(+0,67%)   |
| 26-12-2020                                                                             | 26-12-2020 |  | 131 315(+0,91%) | 7 352(+0,59%)   |
| 27-12-2020                                                                             | 27-12-2020 |  | 132 541(+0,93%) | 7 405(+0,72%)   |
| 28-12-2020                                                                             | 28-12-2020 |  | 133 900(+1%)    | 7 466(+0,82%)   |
| 29-12-2020                                                                             | 29-12-2020 |  | 135 233(+1%)    | 7 520(+0,72%)   |
| 30-12-2020                                                                             | 30-12-2020 |  | 136 644(+1%)    | 7 576(+0,74%)   |
| 31-12-2020                                                                             | 31-12-2020 |  | 138 062(+1%)    | 7 631(+0,73%)   |
| 01-01-2021                                                                             | 01-01-2021 |  | 139 471(+1%)    | 7 687(+0,73%)   |
| 02-01-2021                                                                             | 02-01-2021 |  | 140 878(+1%)    | 7 741(+0,7%)    |
| 03-01-2021                                                                             | 03-01-2021 |  | 142 187(+0,93%) | 7 805(+0,83%)   |
| 04-01-2021                                                                             | 04-01-2021 |  | 143 464(+0,9%)  | 7 863(+0,74%)   |
| 05-01-2021                                                                             | 05-01-2021 |  | 144 583(+0,78%) | 7 918(+0,7%)    |
| 06-01-2021                                                                             | 06-01-2021 |  | 145 590(+0,7%)  | 7 975(+0,72%)   |
| 07-01-2021                                                                             | 07-01-2021 |  | 146 809(+0,84%) | 8 029(+0,68%)   |
| 08-01-2021                                                                             | 08-01-2021 |  | 147 810(+0,68%) | 8 085(+0,7%)    |
| 09-01-2021                                                                             | 09-01-2021 |  | 148 799(+0,67%) | 8 142(+0,71%)   |
| 10-01-2021                                                                             | 10-01-2021 |  | 149 792(+0,67%) | 8 197(+0,68%)   |
| 11-01-2021                                                                             | 11-01-2021 |  | 150 753(+0,64%) | 8 249(+0,63%)   |
| 12-01-2021                                                                             | 12-01-2021 |  | 151 723(+0,64%) | 8 304(+0,67%)   |
| 13-01-2021                                                                             | 13-01-2021 |  | 152 719(+0,66%) | 8 362(+0,7%)    |
| 14-01-2021                                                                             | 14-01-2021 |  | 153 741(+0,67%) | 8 421(+0,71%)   |
| 15-01-2021                                                                             | 15-01-2021 |  | 154 620(+0,57%) | 8 473(+0,62%)   |
| 16-01-2021                                                                             | 16-01-2021 |  | 155 507(+0,57%) | 8 527(+0,64%)   |
| 17-01-2021                                                                             | 17-01-2021 |  | 156 397(+0,57%) | 8 583(+0,66%)   |
| 18-01-2021                                                                             | 18-01-2021 |  | 157 275(+0,56%) | 8 638(+0,64%)   |
| 19-01-2021                                                                             | 19-01-2021 |  | 158 174(+0,57%) | 8 696(+0,67%)   |
| 20-01-2021                                                                             | 20-01-2021 |  | 158 963(+0,5%)  | 8 747(+0,59%)   |
| 21-01-2021                                                                             | 21-01-2021 |  | 159 715(+0,47%) | 8 801(+0,62%)   |
| 22-01-2021                                                                             | 22-01-2021 |  | 160 463(+0,47%) | 8 853(+0,59%)   |
| 23-01-2021                                                                             | 23-01-2021 |  | 161 143(+0,42%) | 8 902(+0,55%)   |
| 24-01-2021                                                                             | 24-01-2021 |  | 161 817(+0,42%) | 8 959(+0,64%)   |
| 25-01-2021                                                                             | 25-01-2021 |  | 162 486(+0,41%) | 9 012(+0,59%)   |
| 26-01-2021                                                                             | 26-01-2021 |  | 163 129(+0,4%)  | 9 067(+0,61%)   |
| 27-01-2021                                                                             | 27-01-2021 |  | 163 761(+0,39%) | 9 115(+0,53%)   |
| 28-01-2021                                                                             | 28-01-2021 |  | 164 282(+0,32%) | 9 169(+0,59%)   |
| 29-01-2021                                                                             | 29-01-2021 |  | 164 871(+0,36%) | 9 217(+0,52%)   |
| 30-01-2021                                                                             | 30-01-2021 |  | 165 418(+0,33%) | 9 263(+0,5%)    |
| 31-01-2021                                                                             | 31-01-2021 |  | 165 951(+0,32%) | 9 316(+0,57%)   |
| 01-02-2021                                                                             | 01-02-2021 |  | 166 492(+0,33%) | 9 360(+0,47%)   |
| 02-02-2021                                                                             | 02-02-2021 |  | 167 013(+0,31%) | 9 407(+0,5%)    |
| 03-02-2021                                                                             | 03-02-2021 |  | 167 525(+0,31%) | 9 460(+0,56%)   |
| 04-02-2021                                                                             | 04-02-2021 |  | 168 057(+0,32%) | 9 512(+0,55%)   |
| 05-02-2021                                                                             | 05-02-2021 |  | 168 597(+0,32%) | 9 560(+0,5%)    |
| 06-02-2021                                                                             | 06-02-2021 |  | 169 106(+0,3%)  | 9 604(+0,46%)   |
| 07-02-2021                                                                             | 07-02-2021 |  | 169 640(+0,32%) | 9 651(+0,49%)   |
| 08-02-2021                                                                             | 08-02-2021 |  | 170 207(+0,33%) | 9 699(+0,5%)    |
| 09-02-2021                                                                             | 09-02-2021 |  | 170 780(+0,34%) | 9 751(+0,54%)   |
| 10-02-2021                                                                             | 10-02-2021 |  | 171 390(+0,36%) | 9 804(+0,54%)   |
| 11-02-2021                                                                             | 11-02-2021 |  | 171 993(+0,35%) | 9 857(+0,54%)   |
| 12-02-2021                                                                             | 12-02-2021 |  | 172 602(+0,35%) | 9 899(+0,43%)   |
| 13-02-2021                                                                             | 13-02-2021 |  | 173 202(+0,35%) | 9 935(+0,36%)   |
| 14-02-2021                                                                             | 14-02-2021 |  | 173 813(+0,35%) | 9 994(+0,59%)   |
| 15-02-2021                                                                             | 15-02-2021 |  | 174 426(+0,35%) | 10 050(+0,56%)  |
| 16-02-2021                                                                             | 16-02-2021 |  | 175 059(+0,36%) | 10 101(+0,51%)  |
| 17-02-2021                                                                             | 17-02-2021 |  | 175 677(+0,35%) | 10 150(+0,49%)  |
| 18-02-2021                                                                             | 18-02-2021 |  | 176 333(+0,37%) | 10 201(+0,5%)   |
| 19-02-2021                                                                             | 19-02-2021 |  | 176 943(+0,35%) | 10 250(+0,48%)  |
| 20-02-2021                                                                             | 20-02-2021 |  | 177 543(+0,34%) | 10 298(+0,47%)  |
| 21-02-2021                                                                             | 21-02-2021 |  | 178 151(+0,34%) | 10 353(+0,53%)  |
| 22-02-2021                                                                             | 22-02-2021 |  | 178 774(+0,35%) | 10 404(+0,49%)  |
| 23-02-2021                                                                             | 23-02-2021 |  | 179 407(+0,35%) | 10 443(+0,37%)  |
| 24-02-2021                                                                             | 24-02-2021 |  | 180 051(+0,36%) | 10 495(+0,5%)   |
| 25-02-2021                                                                             | 25-02-2021 |  | 180 640(+0,33%) | 10 541(+0,44%)  |
| 26-02-2021                                                                             | 26-02-2021 |  | 181 241(+0,33%) | 10 590(+0,46%)  |
| 27-02-2021                                                                             | 27-02-2021 |  | 181 829(+0,32%) | 10 639(+0,46%)  |
| 28-02-2021                                                                             | 28-02-2021 |  | 182 424(+0,33%) | 10 688(+0,46%)  |
| 01-03-2021                                                                             | 01-03-2021 |  | 183 010(+0,32%) | 10 736(+0,45%)  |
| 02-03-2021                                                                             | 02-03-2021 |  | 183 591(+0,32%) | 10 778(+0,39%)  |
| 03-03-2021                                                                             | 03-03-2021 |  | 184 168(+0,31%) | 10 822(+0,41%)  |
| 04-03-2021                                                                             | 04-03-2021 |  | 184 755(+0,32%) | 10 871(+0,45%)  |
| 05-03-2021                                                                             | 05-03-2021 |  | 185 334(+0,31%) | 10 916(+0,41%)  |
| 06-03-2021                                                                             | 06-03-2021 |  | 185 922(+0,32%) | 10 954(+0,35%)  |
| 07-03-2021                                                                             | 07-03-2021 |  | 186 503(+0,31%) | 10 995(+0,37%)  |
| 08-03-2021                                                                             | 08-03-2021 |  | 187 094(+0,32%) | 11 038(+0,39%)  |
| 09-03-2021                                                                             | 09-03-2021 |  | 187 716(+0,33%) | 11 082(+0,4%)   |
| 10-03-2021                                                                             | 10-03-2021 |  | 188 361(+0,34%) | 11 128(+0,42%)  |
| 11-03-2021                                                                             | 11-03-2021 |  | 189 000(+0,34%) | 11 169(+0,37%)  |
| 12-03-2021                                                                             | 12-03-2021 |  | 189 639(+0,34%) | 11 214(+0,4%)   |
| 13-03-2021                                                                             | 13-03-2021 |  | 190 280(+0,34%) | 11 256(+0,37%)  |
| 14-03-2021                                                                             | 14-03-2021 |  | 190 924(+0,34%) | 11 300(+0,39%)  |
| 15-03-2021                                                                             | 15-03-2021 |  | 191 555(+0,33%) | 11 340(+0,35%)  |
| 16-03-2021                                                                             | 16-03-2021 |  | 192 195(+0,33%) | 11 384(+0,39%)  |
| 17-03-2021                                                                             | 17-03-2021 |  | 192 840(+0,34%) | 11 431(+0,41%)  |
| 18-03-2021                                                                             | 18-03-2021 |  | 193 482(+0,33%) | 11 472(+0,36%)  |
| 19-03-2021                                                                             | 19-03-2021 |  | 194 127(+0,33%) | 11 512(+0,35%)  |
| 20-03-2021                                                                             | 20-03-2021 |  | 194 771(+0,33%) | 11 557(+0,39%)  |
| 21-03-2021                                                                             | 21-03-2021 |  | 195 418(+0,33%) | 11 598(+0,35%)  |
| 22-03-2021                                                                             | 22-03-2021 |  | 196 061(+0,33%) | 11 637(+0,34%)  |
| 23-03-2021                                                                             | 23-03-2021 |  | 196 709(+0,33%) | 11 680(+0,37%)  |
| 24-03-2021                                                                             | 24-03-2021 |  | 197 350(+0,33%) | 11 720(+0,34%)  |
| 25-03-2021                                                                             | 25-03-2021 |  | 198 011(+0,33%) | 11 768(+0,41%)  |
| 26-03-2021                                                                             | 26-03-2021 |  | 198 681(+0,34%) | 11 804(+0,31%)  |
| 27-03-2021                                                                             | 27-03-2021 |  | 199 364(+0,34%) | 11 845(+0,35%)  |
| 28-03-2021                                                                             | 28-03-2021 |  | 200 050(+0,34%) | 11 882(+0,31%)  |
| 29-03-2021                                                                             | 29-03-2021 |  | 200 739(+0,34%) | 11 914(+0,27%)  |
| 30-03-2021                                                                             | 30-03-2021 |  | 201 432(+0,35%) | 11 956(+0,35%)  |
| 31-03-2021                                                                             | 31-03-2021 |  | 202 131(+0,35%) | 11 995(+0,33%)  |
| 01-04-2021                                                                             | 01-04-2021 |  | 202 843(+0,35%) | 12 041(+0,38%)  |
| 02-04-2021                                                                             | 02-04-2021 |  | 203 546(+0,35%) | 12 084(+0,36%)  |
| 03-04-2021                                                                             | 03-04-2021 |  | 204 256(+0,35%) | 12 123(+0,32%)  |
| 04-04-2021                                                                             | 04-04-2021 |  | 204 965(+0,35%) | 12 163(+0,33%)  |
| 05-04-2021                                                                             | 05-04-2021 |  | 205 732(+0,37%) | 12 210(+0,39%)  |
| 06-04-2021                                                                             | 06-04-2021 |  | 206 510(+0,38%) | 12 253(+0,35%)  |
| 07-04-2021                                                                             | 07-04-2021 |  | 207 293(+0,38%) | 12 290(+0,3%)   |
| 08-04-2021                                                                             | 08-04-2021 |  | 208 082(+0,38%) | 12 323(+0,27%)  |
| 09-04-2021                                                                             | 09-04-2021 |  | 208 876(+0,38%) | 12 362(+0,32%)  |
| 10-04-2021                                                                             | 10-04-2021 |  | 209 677(+0,38%) | 12 405(+0,35%)  |
| 11-04-2021                                                                             | 11-04-2021 |  | 210 489(+0,39%) | 12 445(+0,32%)  |
| 12-04-2021                                                                             | 12-04-2021 |  | 211 307(+0,39%) | 12 487(+0,34%)  |
| 13-04-2021                                                                             | 13-04-2021 |  | 212 130(+0,39%) | 12 526(+0,31%)  |
| 14-04-2021                                                                             | 14-04-2021 |  | 212 961(+0,39%) | 12 570(+0,35%)  |
| 15-04-2021                                                                             | 15-04-2021 |  | 213 798(+0,39%) | 12 611(+0,33%)  |
| 16-04-2021                                                                             | 16-04-2021 |  | 214 639(+0,39%) | 12 653(+0,33%)  |
| 17-04-2021                                                                             | 17-04-2021 |  | 215 484(+0,39%) | 12 694(+0,32%)  |
| 18-04-2021                                                                             | 18-04-2021 |  | 216 334(+0,39%) | 12 738(+0,35%)  |
| 19-04-2021                                                                             | 19-04-2021 |  | 217 186(+0,39%) | 12 778(+0,31%)  |
| 20-04-2021                                                                             | 20-04-2021 |  | 218 041(+0,39%) | 12 820(+0,33%)  |
| 21-04-2021                                                                             | 21-04-2021 |  | 218 902(+0,39%) | 12 866(+0,36%)  |
| 22-04-2021                                                                             | 22-04-2021 |  | 219 774(+0,4%)  | 12 914(+0,37%)  |
| 23-04-2021                                                                             | 23-04-2021 |  | 220 658(+0,4%)  | 12 959(+0,35%)  |
| 24-04-2021                                                                             | 24-04-2021 |  | 221 570(+0,41%) | 12 998(+0,3%)   |
| 25-04-2021                                                                             | 25-04-2021 |  | 222 523(+0,43%) | 13 049(+0,39%)  |
| 26-04-2021                                                                             | 26-04-2021 |  | 223 514(+0,45%) | 13 107(+0,44%)  |
| 27-04-2021                                                                             | 27-04-2021 |  | 224 517(+0,45%) | 13 168(+0,47%)  |
| 28-04-2021                                                                             | 28-04-2021 |  | 225 528(+0,45%) | 13 219(+0,39%)  |
| 29-04-2021                                                                             | 29-04-2021 |  | 226 531(+0,44%) | 13 278(+0,45%)  |
| 30-04-2021                                                                             | 30-04-2021 |  | 227 552(+0,45%) | 13 339(+0,46%)  |
| 01-05-2021                                                                             | 01-05-2021 |  | 228 584(+0,45%) | 13 402(+0,47%)  |
| 02-05-2021                                                                             | 02-05-2021 |  | 229 635(+0,46%) | 13 469(+0,5%)   |
| 03-05-2021                                                                             | 03-05-2021 |  | 230 713(+0,47%) | 13 531(+0,46%)  |
| 04-05-2021                                                                             | 04-05-2021 |  | 231 803(+0,47%) | 13 591(+0,44%)  |
| 05-05-2021                                                                             | 05-05-2021 |  | 232 905(+0,48%) | 13 655(+0,47%)  |
| 06-05-2021                                                                             | 06-05-2021 |  | 234 015(+0,48%) | 13 714(+0,43%)  |
| 07-05-2021                                                                             | 07-05-2021 |  | 235 140(+0,48%) | 13 779(+0,47%)  |
| 08-05-2021                                                                             | 08-05-2021 |  | 236 272(+0,48%) | 13 845(+0,48%)  |
| 09-05-2021                                                                             | 09-05-2021 |  | 237 410(+0,48%) | 13 904(+0,43%)  |
| 10-05-2021                                                                             | 10-05-2021 |  | 238 560(+0,48%) | 13 972(+0,49%)  |
| 11-05-2021                                                                             | 11-05-2021 |  | 239 740(+0,49%) | 14 033(+0,44%)  |
| 12-05-2021                                                                             | 12-05-2021 |  | 240 927(+0,5%)  | 14 091(+0,41%)  |
| 13-05-2021                                                                             | 13-05-2021 |  | 242 120(+0,5%)  | 14 150(+0,42%)  |
| 14-05-2021                                                                             | 14-05-2021 |  | 243 317(+0,49%) | 14 206(+0,4%)   |
| 15-05-2021                                                                             | 15-05-2021 |  | 244 520(+0,49%) | 14 269(+0,44%)  |
| 16-05-2021                                                                             | 16-05-2021 |  | 245 721(+0,49%) | 14 327(+0,41%)  |
| 17-05-2021                                                                             | 17-05-2021 |  | 246 909(+0,48%) | 14 388(+0,43%)  |
| 18-05-2021                                                                             | 18-05-2021 |  | 248 078(+0,47%) | 14 441(+0,37%)  |
| 19-05-2021                                                                             | 19-05-2021 |  | 249 238(+0,47%) | 14 498(+0,39%)  |
| 20-05-2021                                                                             | 20-05-2021 |  | 250 391(+0,46%) | 14 559(+0,42%)  |
| 21-05-2021                                                                             | 21-05-2021 |  | 251 539(+0,46%) | 14 611(+0,36%)  |
| 22-05-2021                                                                             | 22-05-2021 |  | 252 690(+0,46%) | 14 670(+0,4%)   |
| 23-05-2021                                                                             | 23-05-2021 |  | 253 835(+0,45%) | 14 721(+0,35%)  |
| 24-05-2021                                                                             | 24-05-2021 |  | 254 984(+0,45%) | 14 766(+0,31%)  |
| 25-05-2021                                                                             | 25-05-2021 |  | 256 124(+0,45%) | 14 807(+0,28%)  |
| 26-05-2021                                                                             | 26-05-2021 |  | 257 275(+0,45%) | 14 850(+0,29%)  |
| 27-05-2021                                                                             | 27-05-2021 |  | 258 407(+0,44%) | 14 904(+0,36%)  |
| 28-05-2021                                                                             | 28-05-2021 |  | 259 540(+0,44%) | 14 950(+0,31%)  |
| 29-05-2021                                                                             | 29-05-2021 |  | 260 659(+0,43%) | 15 009(+0,39%)  |
| 30-05-2021                                                                             | 30-05-2021 |  | 261 666(+0,39%) | 15 047(+0,25%)  |
| 31-05-2021                                                                             | 31-05-2021 |  | 262 650(+0,38%) | 15 096(+0,33%)  |
| 01-06-2021                                                                             | 01-06-2021 |  | 263 606(+0,36%) | 15 136(+0,26%)  |
| 02-06-2021                                                                             | 02-06-2021 |  | 264 557(+0,36%) | 15 178(+0,28%)  |
| 03-06-2021                                                                             | 03-06-2021 |  | 265 489(+0,35%) | 15 222(+0,29%)  |
| 04-06-2021                                                                             | 04-06-2021 |  | 266 350(+0,32%) | 15 268(+0,3%)   |
| 05-06-2021                                                                             | 05-06-2021 |  | 267 171(+0,31%) | 15 309(+0,27%)  |
| 06-06-2021                                                                             | 06-06-2021 |  | 267 972(+0,3%)  | 15 352(+0,28%)  |
| 07-06-2021                                                                             | 07-06-2021 |  | 268 754(+0,29%) | 15 399(+0,31%)  |
| 08-06-2021                                                                             | 08-06-2021 |  | 269 527(+0,29%) | 15 437(+0,25%)  |
| 09-06-2021                                                                             | 09-06-2021 |  | 270 292(+0,28%) | 15 471(+0,22%)  |
| 10-06-2021                                                                             | 10-06-2021 |  | 271 047(+0,28%) | 15 510(+0,25%)  |
| 11-06-2021                                                                             | 11-06-2021 |  | 271 780(+0,27%) | 15 547(+0,24%)  |
| 12-06-2021                                                                             | 12-06-2021 |  | 272 491(+0,26%) | 15 582(+0,23%)  |
| 13-06-2021                                                                             | 13-06-2021 |  | 273 182(+0,25%) | 15 623(+0,26%)  |
| 14-06-2021                                                                             | 14-06-2021 |  | 273 795(+0,22%) | 15 654(+0,2%)   |
| 15-06-2021                                                                             | 15-06-2021 |  | 274 404(+0,22%) | 15 691(+0,24%)  |
| 16-06-2021                                                                             | 16-06-2021 |  | 275 010(+0,22%) | 15 723(+0,2%)   |
| 17-06-2021                                                                             | 17-06-2021 |  | 275 601(+0,21%) | 15 760(+0,24%)  |
| 18-06-2021                                                                             | 18-06-2021 |  | 276 190(+0,21%) | 15 791(+0,2%)   |
| 19-06-2021                                                                             | 19-06-2021 |  | 276 756(+0,2%)  | 15 829(+0,24%)  |
| 20-06-2021                                                                             | 20-06-2021 |  | 277 288(+0,19%) | 15 859(+0,19%)  |
| 21-06-2021                                                                             | 21-06-2021 |  | 277 797(+0,18%) | 15 898(+0,25%)  |
| 22-06-2021                                                                             | 22-06-2021 |  | 278 295(+0,18%) | 15 935(+0,23%)  |
| 23-06-2021                                                                             | 23-06-2021 |  | 278 761(+0,17%) | 15 967(+0,2%)   |
| 24-06-2021                                                                             | 24-06-2021 |  | 279 184(+0,15%) | 16 002(+0,22%)  |
| 25-06-2021                                                                             | 25-06-2021 |  | 279 596(+0,15%) | 16 031(+0,18%)  |
| 26-06-2021                                                                             | 26-06-2021 |  | 280 005(+0,15%) | 16 062(+0,19%)  |
| 27-06-2021                                                                             | 27-06-2021 |  | 280 394(+0,14%) | 16 092(+0,19%)  |
| 28-06-2021                                                                             | 28-06-2021 |  | 280 770(+0,13%) | 16 125(+0,21%)  |
| 29-06-2021                                                                             | 29-06-2021 |  | 281 031(+0,09%) | 16 148(+0,14%)  |
| 30-06-2021                                                                             | 30-06-2021 |  | 281 282(+0,09%) | 16 169(+0,13%)  |
| 01-07-2021                                                                             | 01-07-2021 |  | 281 524(+0,09%) | 16 194(+0,15%)  |
| 02-07-2021                                                                             | 02-07-2021 |  | 281 722(+0,07%) | 16 215(+0,13%)  |
| 03-07-2021                                                                             | 03-07-2021 |  | 281 903(+0,06%) | 16 242(+0,17%)  |
| 04-07-2021                                                                             | 04-07-2021 |  | 282 082(+0,06%) | 16 264(+0,14%)  |
| 05-07-2021                                                                             | 05-07-2021 |  | 282 257(+0,06%) | 16 284(+0,12%)  |
| 06-07-2021                                                                             | 06-07-2021 |  | 282 421(+0,06%) | 16 306(+0,14%)  |
| 07-07-2021                                                                             | 07-07-2021 |  | 282 582(+0,06%) | 16 332(+0,16%)  |
| 08-07-2021                                                                             | 08-07-2021 |  | 282 737(+0,05%) | 16 351(+0,12%)  |
| 09-07-2021                                                                             | 09-07-2021 |  | 282 864(+0,04%) | 16 368(+0,1%)   |
| 10-07-2021                                                                             | 10-07-2021 |  | 282 985(+0,04%) | 16 383(+0,09%)  |
| 11-07-2021                                                                             | 11-07-2021 |  | 283 102(+0,04%) | 16 396(+0,08%)  |
| 12-07-2021                                                                             | 12-07-2021 |  | 283 212(+0,04%) | 16 403(+0,04%)  |
| 13-07-2021                                                                             | 13-07-2021 |  | 283 320(+0,04%) | 16 412(+0,05%)  |
| 14-07-2021                                                                             | 14-07-2021 |  | 283 409(+0,03%) | 16 418(+0,04%)  |
| 15-07-2021                                                                             | 15-07-2021 |  | 283 490(+0,03%) | 16 425(+0,04%)  |
| 16-07-2021                                                                             | 16-07-2021 |  | 283 567(+0,03%) | 16 431(+0,04%)  |
| 17-07-2021                                                                             | 17-07-2021 |  | 283 636(+0,02%) | 16 439(+0,05%)  |
| 18-07-2021                                                                             | 18-07-2021 |  | 283 703(+0,02%) | 16 446(+0,04%)  |
| 19-07-2021                                                                             | 19-07-2021 |  | 283 762(+0,02%) | 16 452(+0,04%)  |
| 20-07-2021                                                                             | 20-07-2021 |  | 283 813(+0,02%) | 16 457(+0,03%)  |
| 21-07-2021                                                                             | 21-07-2021 |  | 283 862(+0,02%) | 16 465(+0,05%)  |
| 22-07-2021                                                                             | 22-07-2021 |  | 283 906(+0,02%) | 16 470(+0,03%)  |
| 23-07-2021                                                                             | 23-07-2021 |  | 283 947(+0,01%) | 16 477(+0,04%)  |
| 24-07-2021                                                                             | 24-07-2021 |  | 283 985(+0,01%) | 16 481(+0,02%)  |
| 25-07-2021                                                                             | 25-07-2021 |  | 284 024(+0,01%) | 16 487(+0,04%)  |
| 26-07-2021                                                                             | 26-07-2021 |  | 284 059(+0,01%) | 16 494(+0,04%)  |
| 27-07-2021                                                                             | 27-07-2021 |  | 284 090(+0,01%) | 16 498(+0,02%)  |
| 28-07-2021                                                                             | 28-07-2021 |  | 284 128(+0,01%) | 16 507(+0,05%)  |
| 29-07-2021                                                                             | 29-07-2021 |  | 284 170(+0,01%) | 16 514(+0,04%)  |
| 30-07-2021                                                                             | 30-07-2021 |  | 284 215(+0,02%) | 16 518(+0,02%)  |
| 31-07-2021                                                                             | 31-07-2021 |  | 284 262(+0,02%) | 16 524(+0,04%)  |
| 01-08-2021                                                                             | 01-08-2021 |  | 284 311(+0,02%) | 16 528(+0,02%)  |
| 02-08-2021                                                                             | 02-08-2021 |  | 284 362(+0,02%) | 16 535(+0,04%)  |
| 03-08-2021                                                                             | 03-08-2021 |  | 284 415(+0,02%) | 16 540(+0,03%)  |
| 04-08-2021                                                                             | 04-08-2021 |  | 284 472(+0,02%) | 16 550(+0,06%)  |
| 05-08-2021                                                                             | 05-08-2021 |  | 284 523(+0,02%) | 16 557(+0,04%)  |
| 06-08-2021                                                                             | 06-08-2021 |  | 284 580(+0,02%) | 16 562(+0,03%)  |
| 07-08-2021                                                                             | 07-08-2021 |  | 284 641(+0,02%) | 16 566(+0,02%)  |
| 08-08-2021                                                                             | 08-08-2021 |  | 284 706(+0,02%) | 16 575(+0,05%)  |
| 09-08-2021                                                                             | 09-08-2021 |  | 284 789(+0,03%) | 16 582(+0,04%)  |
| 10-08-2021                                                                             | 10-08-2021 |  | 284 875(+0,03%) | 16 588(+0,04%)  |
| 11-08-2021                                                                             | 11-08-2021 |  | 284 966(+0,03%) | 16 597(+0,05%)  |
| 12-08-2021                                                                             | 12-08-2021 |  | 285 061(+0,03%) | 16 604(+0,04%)  |
| 13-08-2021                                                                             | 13-08-2021 |  | 285 158(+0,03%) | 16 609(+0,03%)  |
| 14-08-2021                                                                             | 14-08-2021 |  | 285 257(+0,03%) | 16 615(+0,04%)  |
| 15-08-2021                                                                             | 15-08-2021 |  | 285 358(+0,04%) | 16 619(+0,02%)  |
| 16-08-2021                                                                             | 16-08-2021 |  | 285 465(+0,04%) | 16 625(+0,04%)  |
| 17-08-2021                                                                             | 17-08-2021 |  | 285 577(+0,04%) | 16 630(+0,03%)  |
| 18-08-2021                                                                             | 18-08-2021 |  | 285 700(+0,04%) | 16 638(+0,05%)  |
| 19-08-2021                                                                             | 19-08-2021 |  | 285 831(+0,05%) | 16 647(+0,05%)  |
| 20-08-2021                                                                             | 20-08-2021 |  | 285 995(+0,06%) | 16 654(+0,04%)  |
| 21-08-2021                                                                             | 21-08-2021 |  | 286 168(+0,06%) | 16 663(+0,05%)  |
| 22-08-2021                                                                             | 22-08-2021 |  | 286 352(+0,06%) | 16 671(+0,05%)  |
| 23-08-2021                                                                             | 23-08-2021 |  | 286 541(+0,07%) | 16 676(+0,03%)  |
| 24-08-2021                                                                             | 24-08-2021 |  | 286 735(+0,07%) | 16 683(+0,04%)  |
| 25-08-2021                                                                             | 25-08-2021 |  | 286 938(+0,07%) | 16 691(+0,05%)  |
| 26-08-2021                                                                             | 26-08-2021 |  | 287 159(+0,08%) | 16 701(+0,06%)  |
| 27-08-2021                                                                             | 27-08-2021 |  | 287 393(+0,08%) | 16 706(+0,03%)  |
| 28-08-2021                                                                             | 28-08-2021 |  | 287 644(+0,09%) | 16 714(+0,05%)  |
| 29-08-2021                                                                             | 29-08-2021 |  | 287 899(+0,09%) | 16 721(+0,04%)  |
| 30-08-2021                                                                             | 30-08-2021 |  | 288 162(+0,09%) | 16 727(+0,04%)  |
| 31-08-2021                                                                             | 31-08-2021 |  | 288 441(+0,1%)  | 16 736(+0,05%)  |
| 01-09-2021                                                                             | 01-09-2021 |  | 288 732(+0,1%)  | 16 743(+0,04%)  |
| 02-09-2021                                                                             | 02-09-2021 |  | 289 035(+0,1%)  | 16 755(+0,07%)  |
| 03-09-2021                                                                             | 03-09-2021 |  | 289 353(+0,11%) | 16 766(+0,07%)  |
| 04-09-2021                                                                             | 04-09-2021 |  | 289 684(+0,11%) | 16 776(+0,06%)  |
| 05-09-2021                                                                             | 05-09-2021 |  | 290 027(+0,12%) | 16 789(+0,08%)  |
| 06-09-2021                                                                             | 06-09-2021 |  | 290 395(+0,13%) | 16 801(+0,07%)  |
| 07-09-2021                                                                             | 07-09-2021 |  | 290 773(+0,13%) | 16 811(+0,06%)  |
| 08-09-2021                                                                             | 08-09-2021 |  | 291 172(+0,14%) | 16 824(+0,08%)  |
| 09-09-2021                                                                             | 09-09-2021 |  | 291 585(+0,14%) | 16 836(+0,07%)  |
| 10-09-2021                                                                             | 10-09-2021 |  | 292 018(+0,15%) | 16 847(+0,07%)  |
| 11-09-2021                                                                             | 11-09-2021 |  | 292 476(+0,16%) | 16 860(+0,08%)  |
| 12-09-2021                                                                             | 12-09-2021 |  | 292 957(+0,16%) | 16 871(+0,07%)  |
| 13-09-2021                                                                             | 13-09-2021 |  | 293 448(+0,17%) | 16 885(+0,08%)  |
| 14-09-2021                                                                             | 14-09-2021 |  | 293 951(+0,17%) | 16 895(+0,06%)  |
| 15-09-2021                                                                             | 15-09-2021 |  | 294 482(+0,18%) | 16 908(+0,08%)  |
| 16-09-2021                                                                             | 16-09-2021 |  | 295 051(+0,19%) | 16 921(+0,08%)  |
| 17-09-2021                                                                             | 17-09-2021 |  | 295 639(+0,2%)  | 16 935(+0,08%)  |
| 18-09-2021                                                                             | 18-09-2021 |  | 296 276(+0,22%) | 16 951(+0,09%)  |
| 19-09-2021                                                                             | 19-09-2021 |  | 296 929(+0,22%) | 16 970(+0,11%)  |
| 20-09-2021                                                                             | 20-09-2021 |  | 297 608(+0,23%) | 16 992(+0,13%)  |
| 21-09-2021                                                                             | 21-09-2021 |  | 298 296(+0,23%) | 17 016(+0,14%)  |
| 22-09-2021                                                                             | 22-09-2021 |  | 298 988(+0,23%) | 17 043(+0,16%)  |
| 23-09-2021                                                                             | 23-09-2021 |  | 299 710(+0,24%) | 17 074(+0,18%)  |
| 24-09-2021                                                                             | 24-09-2021 |  | 300 278(+0,19%) | 17 110(+0,21%)  |
| 25-09-2021                                                                             | 25-09-2021 |  | 300 945(+0,22%) | 17 149(+0,23%)  |
| 26-09-2021                                                                             | 26-09-2021 |  | 301 625(+0,23%) | 17 187(+0,22%)  |
| 27-09-2021                                                                             | 27-09-2021 |  | 302 327(+0,23%) | 17 224(+0,22%)  |
| 28-09-2021                                                                             | 28-09-2021 |  | 303 045(+0,24%) | 17 263(+0,23%)  |
| 29-09-2021                                                                             | 29-09-2021 |  | 303 783(+0,24%) | 17 294(+0,18%)  |
| 30-09-2021                                                                             | 30-09-2021 |  | 304 524(+0,24%) | 17 331(+0,21%)  |
| 01-10-2021                                                                             | 01-10-2021 |  | 305 269(+0,24%) | 17 367(+0,21%)  |
| 02-10-2021                                                                             | 02-10-2021 |  | 306 030(+0,25%) | 17 399(+0,18%)  |
| 03-10-2021                                                                             | 03-10-2021 |  | 306 798(+0,25%) | 17 436(+0,21%)  |
| 04-10-2021                                                                             | 04-10-2021 |  | 307 569(+0,25%) | 17 469(+0,19%)  |
| 05-10-2021                                                                             | 05-10-2021 |  | 308 347(+0,25%) | 17 508(+0,22%)  |
| 06-10-2021                                                                             | 06-10-2021 |  | 309 135(+0,26%) | 17 545(+0,21%)  |
| 07-10-2021                                                                             | 07-10-2021 |  | 309 934(+0,26%) | 17 584(+0,22%)  |
| 08-10-2021                                                                             | 08-10-2021 |  | 310 745(+0,26%) | 17 619(+0,2%)   |
| 09-10-2021                                                                             | 09-10-2021 |  | 311 576(+0,27%) | 17 658(+0,22%)  |
| 10-10-2021                                                                             | 10-10-2021 |  | 312 413(+0,27%) | 17 695(+0,21%)  |
| 11-10-2021                                                                             | 11-10-2021 |  | 313 259(+0,27%) | 17 726(+0,18%)  |
| 12-10-2021                                                                             | 12-10-2021 |  | 314 116(+0,27%) | 17 765(+0,22%)  |
| 13-10-2021                                                                             | 13-10-2021 |  | 314 977(+0,27%) | 17 806(+0,23%)  |
| 14-10-2021                                                                             | 14-10-2021 |  | 315 842(+0,27%) | 17 846(+0,22%)  |
| 15-10-2021                                                                             | 15-10-2021 |  | 316 711(+0,28%) | 17 884(+0,21%)  |
| 16-10-2021                                                                             | 16-10-2021 |  | 317 585(+0,28%) | 17 926(+0,23%)  |
| 17-10-2021                                                                             | 17-10-2021 |  | 318 456(+0,27%) | 17 970(+0,25%)  |
| 18-10-2021                                                                             | 18-10-2021 |  | 319 339(+0,28%) | 18 015(+0,25%)  |
| 19-10-2021                                                                             | 19-10-2021 |  | 320 207(+0,27%) | 18 058(+0,24%)  |
| 20-10-2021                                                                             | 20-10-2021 |  | 321 084(+0,27%) | 18 105(+0,26%)  |
| 21-10-2021                                                                             | 21-10-2021 |  | 321 967(+0,28%) | 18 151(+0,25%)  |
| 22-10-2021                                                                             | 22-10-2021 |  | 322 852(+0,27%) | 18 195(+0,24%)  |
| 23-10-2021                                                                             | 23-10-2021 |  | 323 733(+0,27%) | 18 242(+0,26%)  |
| 24-10-2021                                                                             | 24-10-2021 |  | 324 619(+0,27%) | 18 285(+0,24%)  |
| 25-10-2021                                                                             | 25-10-2021 |  | 325 508(+0,27%) | 18 333(+0,26%)  |
| 26-10-2021                                                                             | 26-10-2021 |  | 326 379(+0,27%) | 18 375(+0,23%)  |
| 27-10-2021                                                                             | 27-10-2021 |  | 327 286(+0,28%) | 18 428(+0,29%)  |
| 28-10-2021                                                                             | 28-10-2021 |  | 328 209(+0,28%) | 18 483(+0,3%)   |
| 29-10-2021                                                                             | 29-10-2021 |  | 329 136(+0,28%) | 18 535(+0,28%)  |
| 30-10-2021                                                                             | 30-10-2021 |  | 330 084(+0,29%) | 18 592(+0,31%)  |
| 31-10-2021                                                                             | 31-10-2021 |  | 331 017(+0,28%) | 18 651(+0,32%)  |
| 01-11-2021                                                                             | 01-11-2021 |  | 331 968(+0,29%) | 18 711(+0,32%)  |
| 02-11-2021                                                                             | 02-11-2021 |  | 332 889(+0,28%) | 18 769(+0,31%)  |
| 03-11-2021                                                                             | 03-11-2021 |  | 333 840(+0,29%) | 18 832(+0,34%)  |
| 04-11-2021                                                                             | 04-11-2021 |  | 334 751(+0,27%) | 18 889(+0,3%)   |
| 05-11-2021                                                                             | 05-11-2021 |  | 335 673(+0,28%) | 18 949(+0,32%)  |
| 06-11-2021                                                                             | 06-11-2021 |  | 336 582(+0,27%) | 19 011(+0,33%)  |
| 07-11-2021                                                                             | 07-11-2021 |  | 337 485(+0,27%) | 19 076(+0,34%)  |
| 08-11-2021                                                                             | 08-11-2021 |  | 338 414(+0,28%) | 19 130(+0,28%)  |
| 09-11-2021                                                                             | 09-11-2021 |  | 339 335(+0,27%) | 19 186(+0,29%)  |
| 10-11-2021                                                                             | 10-11-2021 |  | 340 269(+0,28%) | 19 249(+0,33%)  |
| 11-11-2021                                                                             | 11-11-2021 |  | 341 188(+0,27%) | 19 309(+0,31%)  |
| 12-11-2021                                                                             | 12-11-2021 |  | 342 097(+0,27%) | 19 366(+0,3%)   |
| 13-11-2021                                                                             | 13-11-2021 |  | 343 026(+0,27%) | 19 435(+0,36%)  |
| 14-11-2021                                                                             | 14-11-2021 |  | 343 961(+0,27%) | 19 499(+0,33%)  |
| 15-11-2021                                                                             | 15-11-2021 |  | 344 907(+0,28%) | 19 567(+0,35%)  |
| 16-11-2021                                                                             | 16-11-2021 |  | 345 848(+0,27%) | 19 636(+0,35%)  |
| 17-11-2021                                                                             | 17-11-2021 |  | 346 808(+0,28%) | 19 707(+0,36%)  |
| 18-11-2021                                                                             | 18-11-2021 |  | 347 719(+0,26%) | 19 780(+0,37%)  |
| 19-11-2021                                                                             | 19-11-2021 |  | 348 611(+0,26%) | 19 811(+0,16%)  |
| 20-11-2021                                                                             | 20-11-2021 |  | 349 513(+0,26%) | 19 872(+0,31%)  |
| 21-11-2021                                                                             | 21-11-2021 |  | 350 397(+0,25%) | 19 933(+0,31%)  |
| 22-11-2021                                                                             | 22-11-2021 |  | 351 267(+0,25%) | 19 991(+0,29%)  |
| 23-11-2021                                                                             | 23-11-2021 |  | 352 123(+0,24%) | 20 052(+0,31%)  |
| 24-11-2021                                                                             | 24-11-2021 |  | 353 613(+0,42%) | 20 109(+0,28%)  |
| 25-11-2021                                                                             | 25-11-2021 |  | 353 923(+0,09%) | 20 172(+0,31%)  |
| 26-11-2021                                                                             | 26-11-2021 |  | 354 836(+0,26%) | 20 237(+0,32%)  |
| 27-11-2021                                                                             | 27-11-2021 |  | 355 767(+0,26%) | 20 305(+0,34%)  |
| 28-11-2021                                                                             | 28-11-2021 |  | 356 718(+0,27%) | 20 347(+0,21%)  |
| 29-11-2021                                                                             | 29-11-2021 |  | 357 629(+0,26%) | 20 412(+0,32%)  |
| 30-11-2021                                                                             | 30-11-2021 |  | 358 578(+0,27%) | 20 474(+0,3%)   |
| 01-12-2021                                                                             | 01-12-2021 |  | 359 516(+0,26%) | 20 537(+0,31%)  |
| 02-12-2021                                                                             | 02-12-2021 |  | 360 435(+0,26%) | 20 594(+0,28%)  |
| 03-12-2021                                                                             | 03-12-2021 |  | 361 368(+0,26%) | 20 643(+0,24%)  |
| 04-12-2021                                                                             | 04-12-2021 |  | 362 260(+0,25%) | 20 682(+0,19%)  |
| 05-12-2021                                                                             | 05-12-2021 |  | 363 162(+0,25%) | 20 727(+0,22%)  |
| 06-12-2021                                                                             | 06-12-2021 |  | 364 033(+0,24%) | 20 770(+0,21%)  |
| 07-12-2021                                                                             | 07-12-2021 |  | 364 922(+0,24%) | 20 821(+0,25%)  |
| 08-12-2021                                                                             | 08-12-2021 |  | 365 831(+0,25%) | 20 877(+0,27%)  |
| 09-12-2021                                                                             | 09-12-2021 |  | 366 634(+0,22%) | 20 919(+0,2%)   |
| 10-12-2021                                                                             | 10-12-2021 |  | 367 456(+0,22%) | 20 966(+0,22%)  |
| 11-12-2021                                                                             | 11-12-2021 |  | 368 335(+0,24%) | 21 015(+0,23%)  |
| 12-12-2021                                                                             | 12-12-2021 |  | 369 198(+0,23%) | 21 060(+0,21%)  |
| 13-12-2021                                                                             | 13-12-2021 |  | 369 997(+0,22%) | 21 104(+0,21%)  |
| 14-12-2021                                                                             | 14-12-2021 |  | 370 819(+0,22%) | 21 155(+0,24%)  |
| 15-12-2021                                                                             | 15-12-2021 |  | 371 698(+0,24%) | 21 203(+0,23%)  |
| 16-12-2021                                                                             | 16-12-2021 |  | 372 599(+0,24%) | 21 234(+0,15%)  |
| 17-12-2021                                                                             | 17-12-2021 |  | 373 509(+0,24%) | 21 277(+0,2%)   |
| 18-12-2021                                                                             | 18-12-2021 |  | 374 411(+0,24%) | 21 315(+0,18%)  |
| 19-12-2021                                                                             | 19-12-2021 |  | 375 330(+0,25%) | 21 361(+0,22%)  |
| 20-12-2021                                                                             | 20-12-2021 |  | 376 233(+0,24%) | 21 410(+0,23%)  |
| 21-12-2021                                                                             | 21-12-2021 |  | 377 081(+0,23%) | 21 457(+0,22%)  |
| 22-12-2021                                                                             | 22-12-2021 |  | 377 960(+0,23%) | 21 500(+0,2%)   |
| 23-12-2021                                                                             | 23-12-2021 |  | 378 843(+0,23%) | 21 510(+0,05%)  |
| 24-12-2021                                                                             | 24-12-2021 |  | 379 654(+0,21%) | 21 546(+0,17%)  |
| 25-12-2021                                                                             | 25-12-2021 |  | 380 520(+0,23%) | 21 571(+0,12%)  |
| 26-12-2021                                                                             | 26-12-2021 |  | 381 343(+0,22%) | 21 608(+0,17%)  |
| 27-12-2021                                                                             | 27-12-2021 |  | 382 194(+0,22%) | 21 639(+0,14%)  |
| 28-12-2021                                                                             | 28-12-2021 |  | 383 003(+0,21%) | 21 667(+0,13%)  |
| 29-12-2021                                                                             | 29-12-2021 |  | 383 857(+0,22%) | 21 695(+0,13%)  |
| 30-12-2021                                                                             | 30-12-2021 |  | 384 728(+0,23%) | 21 727(+0,15%)  |
| 31-12-2021                                                                             | 31-12-2021 |  | 385 575(+0,22%) | 21 752(+0,12%)  |
| 01-01-2022                                                                             | 01-01-2022 |  | 386 358(+0,2%)  | 21 768(+0,07%)  |
| 02-01-2022                                                                             | 02-01-2022 |  | 387 159(+0,21%) | 21 797(+0,13%)  |
| 03-01-2022                                                                             | 03-01-2022 |  | 387 882(+0,19%) | 21 817(+0,09%)  |
| Fonti: - Ministero della sanità egiziano - Ultimo aggiornamento: 03.01.2022, 22:48 GMT |            |  |                 |                 |

## MS River Anuket

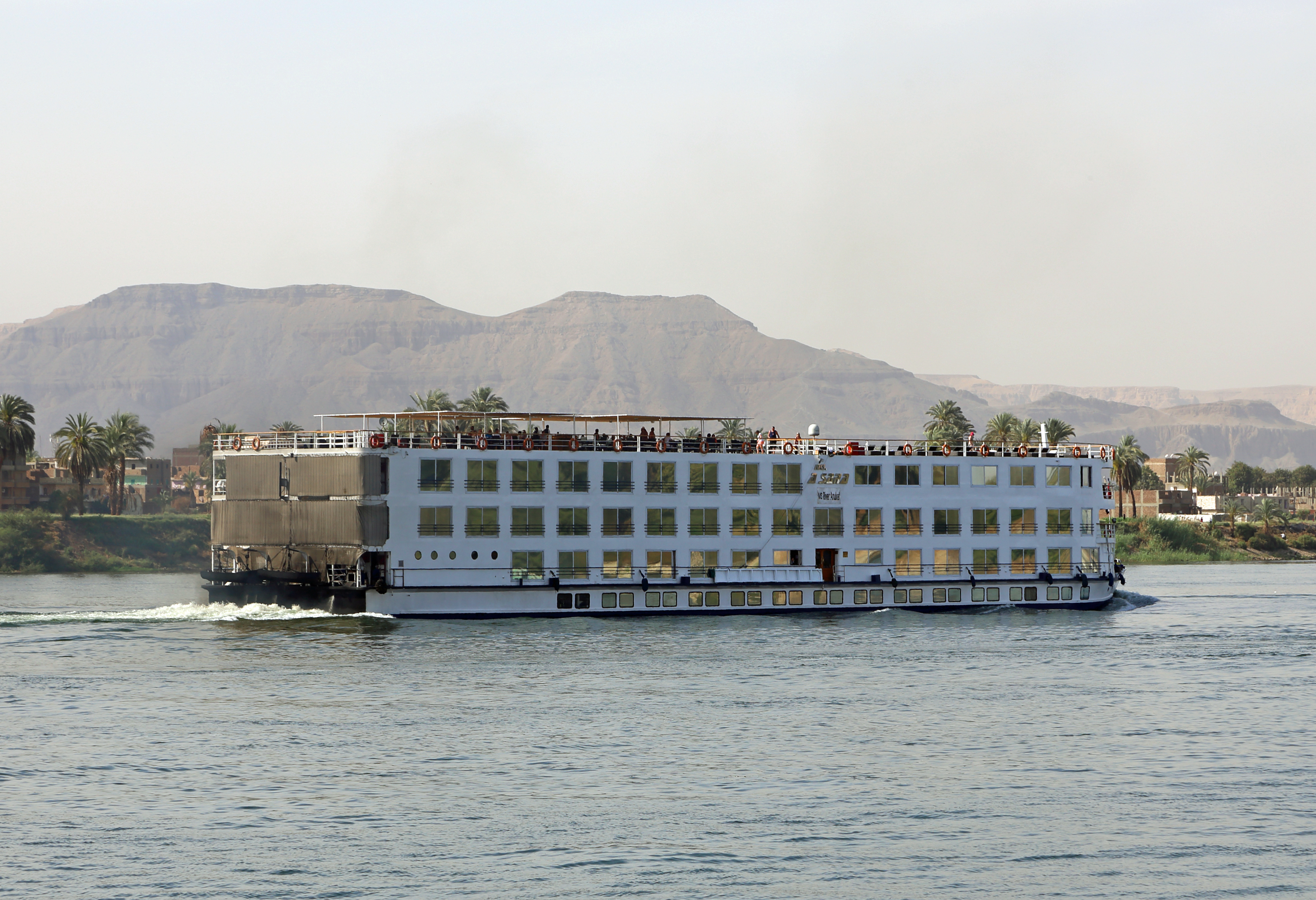
Immagine della nave nel 2018

Il 6 marzo, il Ministero della sanità egiziano e l'OMS hanno confermato 12 nuovi casi di SARS-CoV-2. Le persone infette facevano parte del personale egiziano a bordo di una nave da crociera sul Nilo, in viaggio da Assuan a Luxor. Questa nave è variamente conosciuta come MS River Anuket o Asara. Tutti coloro che sono risultati positivi al coronavirus non avevano mostrato alcun sintomo della malattia. Secondo i test, il virus si diffuse da una donna-turista taiwanese-americana sulla nave.
Il 7 marzo, le autorità sanitarie hanno annunciato che 45 persone a bordo erano risultate positive e che la nave era stata messa in quarantena in un molo di Luxor.